# Kanada
Kanada (ang. i fr. Canada) – państwo położone w Ameryce Północnej, rozciągające się od Oceanu Atlantyckiego na wschodzie do Oceanu Spokojnego na zachodzie i Oceanu Arktycznego na północy. Na południu i północnym zachodzie graniczy ze Stanami Zjednoczonymi, granice morskie: na północy z należącą do Danii Grenlandią (posiada również granicę lądową z Danią na wyspie Hansa) i na wschodzie z wyspami Saint-Pierre i Miquelon, wspólnotą zamorską Francji. Drugie państwo świata pod względem powierzchni (po Rosji) oraz 38. pod względem ludności.
Kanada jest członkiem ONZ, NAFTA, Wspólnoty Narodów, Frankofonii, NATO, G7, APEC. Stolicą Kanady jest Ottawa, a największym miastem Toronto.
Obszar obecnej Kanady zamieszkiwały od tysięcy lat ludy tubylcze (plemiona Indian i Inuitów). Rozpoczęte pod koniec XV wieku brytyjskie i francuskie ekspedycje zbadały całe atlantyckie wybrzeże Kanady, co spowodowało stopniowe ich zasiedlenie przez Brytyjczyków i Francuzów. W 1867 cztery kolonie wchodzące w skład Brytyjskiej Ameryki Północnej uchwaliły Konfederację Kanady i powołały do życia nowe państwo – Kanadę. Stopniowy proces uniezależniania się od Wielkiej Brytanii osiągnął punkt kulminacyjny w 1982, gdy uchwalenie nowej Ustawy o Kanadzie (ang. Canada Act 1982, fr. Loi de 1982 sur le Canada) zerwało ostatnie więzi zależności od parlamentu brytyjskiego.
Kanada do dziś pozostaje monarchią konstytucyjną, z Karolem III jako głową państwa i utrzymuje demokrację parlamentarną. Kanada jest krajem dwujęzycznym i wielokulturowym, w którym na poziomie federalnym obowiązują dwa języki oficjalne: angielski i francuski (w ich kanadyjskich odmianach). Kanada jest państwem uprzemysłowionym i zaawansowanym technicznie, o zróżnicowanej gospodarce w znacznym stopniu uzależnionej od własnych bogactw naturalnych i wymiany handlowej – zwłaszcza ze Stanami Zjednoczonymi, z którymi Kanada ma trwałe i liczne związki.

## Etymologia nazwy

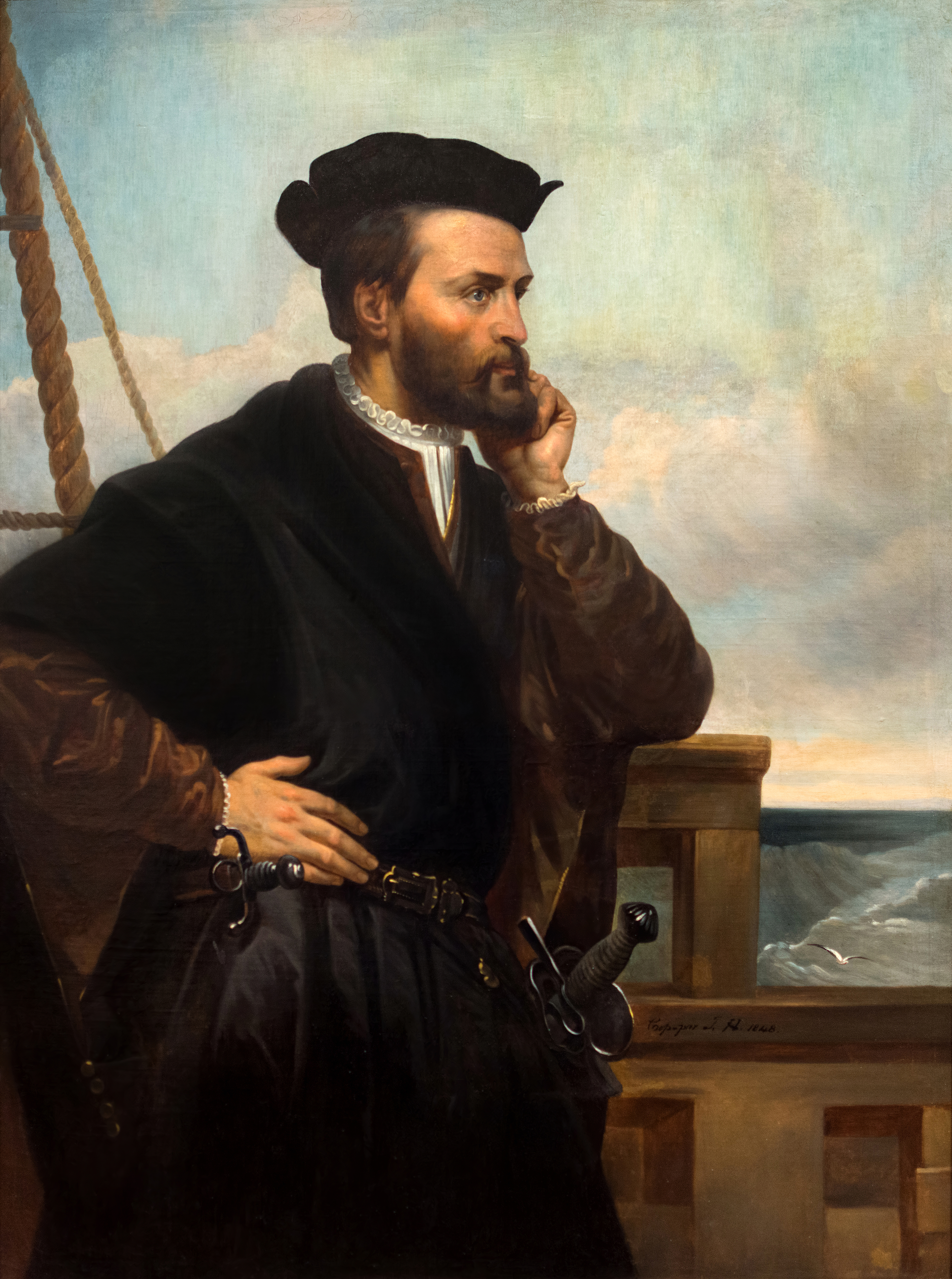
Jacques Cartier

Nazwa Kanada pochodzi od słowa kanata (lub kanada) oznaczającego w języku Irokezów i Huronów wieś lub osadę. W 1535 mieszkańcy okolic obecnego miasta Quebec używali go, wskazując podróżnikowi Cartierowi drogę do wioski Stadacony. Cartier natomiast posłużył się słowem kanata na określenie nie tylko wioski, ale całego obszaru podległego wodzowi Stadacony o imieniu Donnacona. Od 1545 europejskie książki i mapy zaczęły nazywać ten region jako Kanada (fr. Canada).
Później Kanadą zaczęto nazywać całą francuską kolonię obejmującą część Nowej Francji wzdłuż Rzeki Św. Wawrzyńca i północne wybrzeża Wielkich Jezior. W 1791 obszar ten podzielono na dwie kolonie – Górną Kanadę (anglojęzyczną) i Dolną Kanadę (francuskojęzyczną). W 1841 doszło do połączenia ich w brytyjską Prowincję Kanady (ang. Province of Canada, fr. Province du Canada). W 1867 na mocy Konfederacji Kanady cztery kolonie wchodzące w skład Brytyjskiej Ameryki Północnej (Ontario, Quebec, Nowy Brunszwik i Nowa Szkocja) powołały do życia nowe państwo: Dominium Kanady. Nazwa ta obowiązywała do lat 50 XX w. Od 11 grudnia 1931 kiedy Kanada uzyskała polityczną autonomię od Wielkiej Brytanii, rząd federalny coraz częściej zaczął się posługiwać w dokumentach państwowych i traktatach prostą nazwą Kanada. Konstytucja Kanady z 1982 zawiera tylko nazwę Canada i jest to obecnie jedyna i dwujęzyczna oficjalna nazwa państwa. Znalazło to swoje odzwierciedlenie w 1982, gdy nazwę święta państwowego zmieniono z Dnia Dominium na Dzień Kanady.

## Symbole państwowe
Szczególnie znanym kanadyjskim symbolem jest liść klonu, który znajdował/znajduje się na obecnej i poprzedniej fladze Kanady, na kanadyjskiej monecie i w Herbie Kanady. Innymi znanymi symbolami są bóbr, bernikla kanadyjska, nur lodowiec, motyl monarch i Kanadyjska Królewska Policja Konna.

### Flaga państwowa
Flaga państwowa Kanady jest dziełem kilku osób. Jacques St. Cyr wprowadził do niej stylizowany liść klonowy, George Bist ustalił proporcje, a Günter Wyszecki ustalił barwy. O ostatecznym wyglądzie flagi zdecydowała 15-osobowa komisja parlamentarna, która stała się formalnym autorem jej projektu. Po długich debatach nowa flaga została zaakceptowana przez parlament. Oficjalnie stała się ona flagą narodową 15 lutego 1965 roku. Dzień ten obchodzony jest jako Dzień Kanadyjskiej Flagi.

### Hymn narodowy
Pieśń O Canada została skomponowana w 1880 r. przez Calixa Lavallee do słów sędziego Adolphe-Basile Routhier. Obecna wersja angielska oparta jest na tłumaczeniu Roberta Stanleya Weira z 1908 r. Po upływie wieku od swego prawykonania, 1 lipca 1980 r. pieśń O Canada proklamowana została hymnem narodowym.

## Geografia

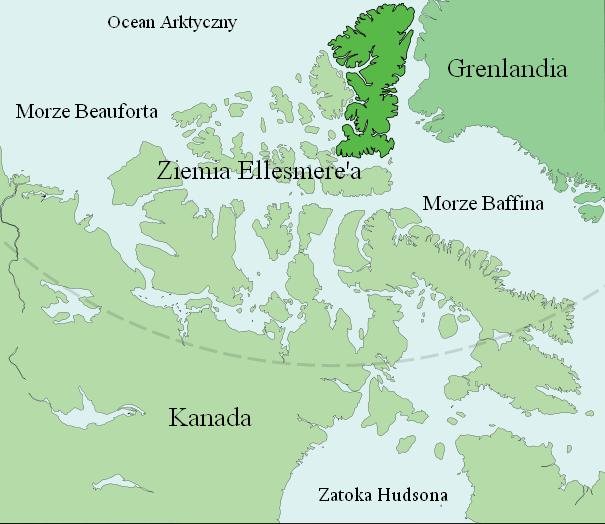
Wyspa Ellesmere’a

Kanada zajmuje większą część Ameryki Północnej, sąsiadując ze Stanami Zjednoczonymi na południu i na północnym zachodzie (Alaska) oraz z Danią (wyspa Hans). Od zachodu oblewa ją Ocean Spokojny, od wschodu Ocean Atlantycki, a od północy Ocean Arktyczny. Biorąc pod uwagę całe terytorium Kanady (9 984 670 km²), jest ona drugim co do wielkości państwem świata (po Rosji) i największym na kontynencie (41% powierzchni). Wliczając jedynie tereny lądowe (9 093 507 km²), zajmuje czwarte miejsce (wyprzedzają ją Rosja, Chiny i Stany Zjednoczone). Powierzchnia wodna państwa wynosi 891 163 km², co stanowi 8,93% całkowitej powierzchni. Linia brzegowa Kanady wynosi 202 080 km. Łączna długość granic wynosi 8893 km (w tym: 2477 km z Alaską). Najbardziej na północ wysuniętym miejscem zamieszkania ludzi w Kanadzie i na świecie jest Posterunek Kanadyjskich Sił Zbrojnych w Alert na północnym krańcu Ziemi Ellesmere’a – równoleżnik 82,5°N – tylko 817 kilometrów od bieguna północnego.

### Ukształtowanie terenu

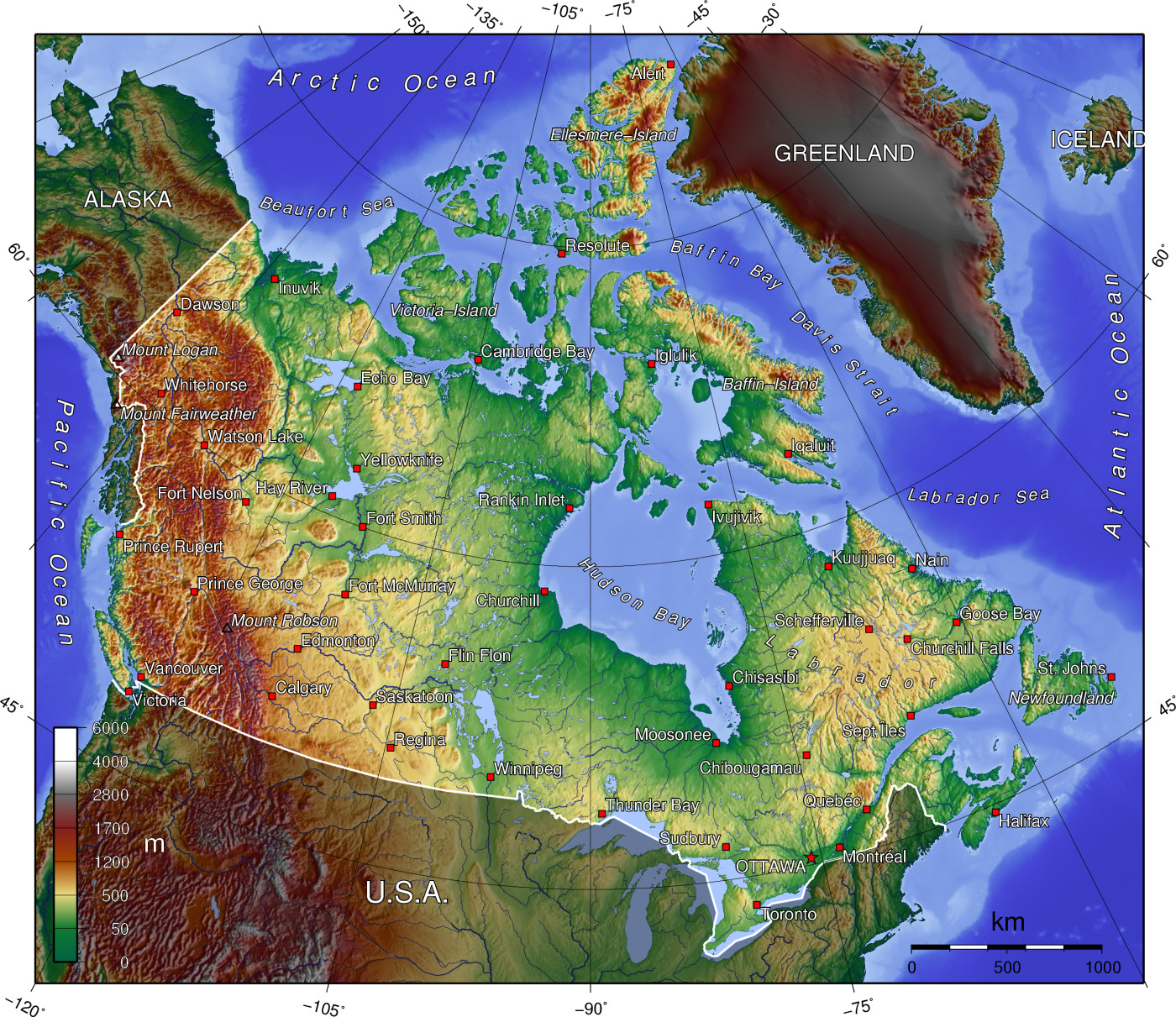
Mapa obrazująca ukształtowanie terenu Kanady

Obszar Kanady otaczany jest przez trzy oceany: na wschodzie Atlantycki, na zachodzie Spokojny, a na północy Arktyczny. Wybrzeża Kanady są dobrze rozwinięte. Na zachodzie wysokie, z licznymi fiordami i wyspami, będącymi częścią zanurzonego w oceanie fragmentu Gór Nadbrzeżnych. Archipelag tak utworzony obejmuje wiele setek wysp (część z nich leży w granicach Alaski), z których największymi są Vancouver (31 284 km²) i Wyspy Królowej Charlotty (10 180 km²). Wschodnie wybrzeża, nieco słabiej urozmaicone i niższe, tworzą półwyspy Labrador i Nowa Szkocja, oddzielone Zatoką Św. Wawrzyńca, a także wyspy Nowa Fundlandia (111 390 km²), Cape Breton (10 311 km²), Anticosti (7893 km²), Wyspa Księcia Edwarda (5684 km²) i kilka pomniejszych. Wybrzeża północne są przeważnie niskie i mają wiele zatok i półwyspów. Do najznaczniejszych zatok należą Zatoka Hudsona, Ungava, Coronation i Mackenzie. Największe półwyspy to Ungava (252 000 km²), Melville’a i Boothia. Kanadyjska Arktyka obejmuje szereg wysp skupionych w Archipelagu Arktycznym. Największymi wyspami tego archipelagu są Ziemia Baffina, Ellesmere’a, Wiktorii, Banksa i Wyspy Królowej Elżbiety. Od 1925, Kanada rości sobie prawa do części Arktyki pomiędzy długością geograficzną 60°W a 141°W, opierającej się swym północnym wierzchołkiem o biegun północny; roszczenia te nie są powszechnie uznawane przez społeczność międzynarodową.

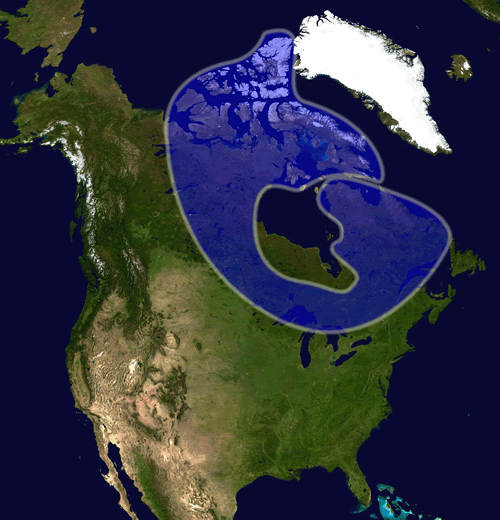
Tarcza Kanadyjska

Większą część kontynentalnej Kanady tworzy tzw. Tarcza Kanadyjska. Obejmuje ona także większą część Archipelagu Arktycznego. Tarcza Kanadyjska jest prekambryjskim tworem geologicznym, tworzącym rozległy płaskowyż o wysokości od 300 do 1100 m n.p.m. We wnętrzu Tarczy Kanadyjskiej istnieje nieckowe zagłębienie tworzące Zatokę Hudsona i nizinę ją okalającą (Nizina Hudsońska). Wschodnią krawędź tarczy tworzą góry Torngat na Labradorze oraz kilka pomniejszych pasm górskich na Ziemi Baffina i Wyspie Ellesmere’a. Na południe od Tarczy Kanadyjskiej leżą Kraina Wielkich Jezior, Nizina Laurentyńska oraz Appalachy Kanadyjskie. Od zachodu Tarczę Kanadyjską otacza pas Równin Wewnętrznych. Ich północną częścią jest Nizina Rzeki MacKenzie. Na zachód od równin leży system górski Kordylierów, który tworzą dwa główne łańcuchy górskie – Góry Skaliste i Góry Nadbrzeżne oraz szereg pomniejszych. Obszar pomiędzy tymi pasmami wypełniają wewnętrzne wyżyny. Oddzielnym masywem jest pasmo górskie oddzielające Alaskę od Jukonu – Góry Św. Eliasza, w których położony jest najwyższy szczyt Kanady Mount Logan (5959 m n.p.m.).
We wschodniej Kanadzie Rzeka Świętego Wawrzyńca rozszerza się w Zatokę Świętego Wawrzyńca, jedno z największych estuariów świata; u jej ujścia leży wyspa Nowa Fundlandia. Na południe od Zatoki znajdują się prowincje Maritimes, na wschodzie obejmujące fragment Gór Appalachów rozciągających się na południe od Nowej Anglii i półwyspu Gaspé w prowincji Quebec. Wchodzące w skład Maritimes: Nowy Brunszwik i Nowa Szkocja oddzielone są od siebie Zatoką Fundy, słynnej ze względu na największe amplitudy pływów morskich. Największą część centralnej Kanady zajmują prowincja Ontario oraz Zatoka Hudsona. Na zachód od Ontario rozciąga się szeroka, płaska Preria Kanadyjska sięgająca do Gór Skalistych, które oddzielają ją od Kolumbii Brytyjskiej.

### Wody

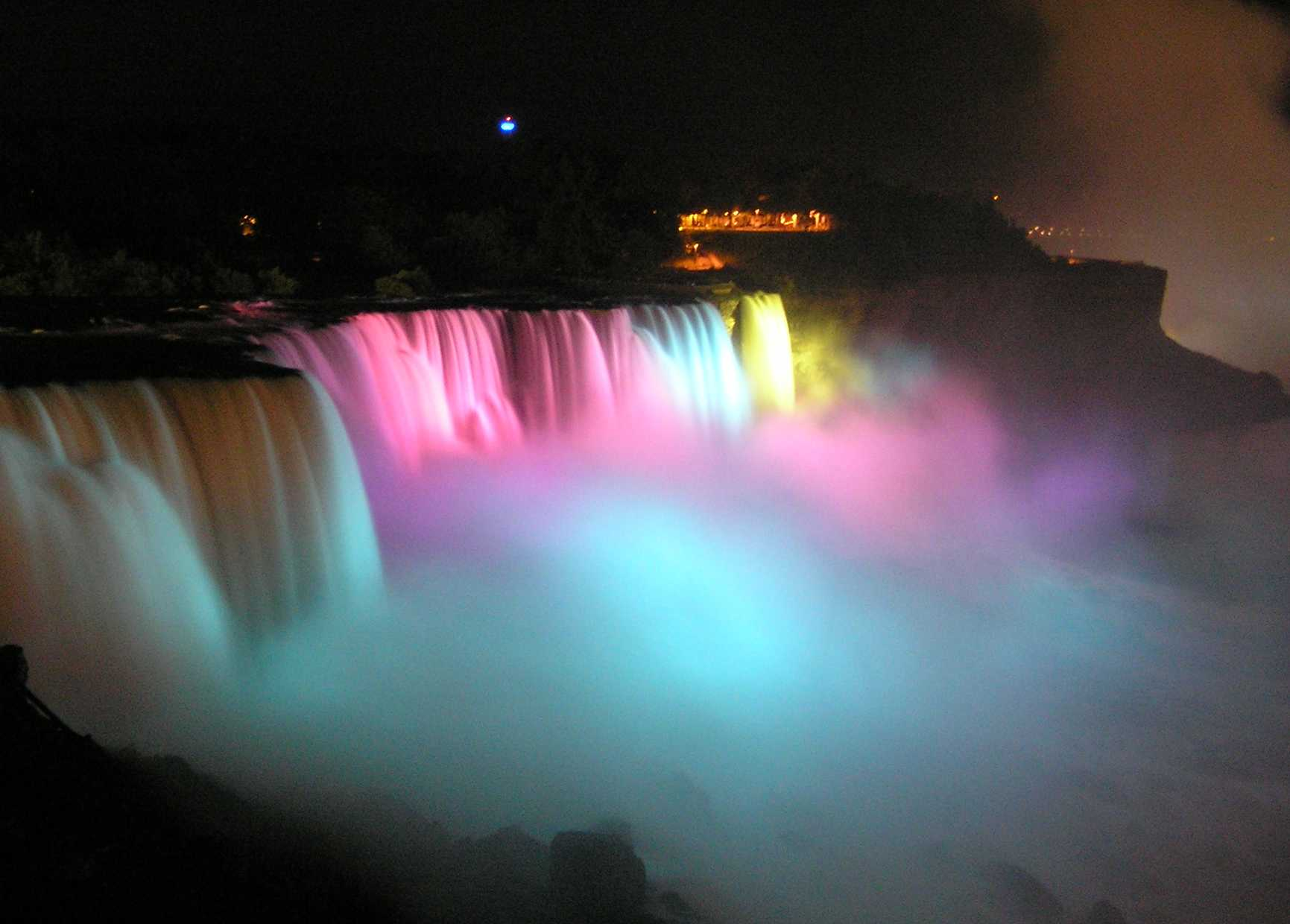
Wodospad Niagara podświetlony nocą

Obszar Kanady, z wyjątkiem części Wielkich Równin oraz najwyżej położonych pasm górskich, jest bardzo bogaty w wody śródlądowe.
Większość powierzchni Kanady leży w zlewisku wodnym Oceanu Arktycznego. Obejmuje on wszystkie rzeki uchodzące do samego oceanu, jak i jego licznych zatok. Do największych z nich należą: Mackenzie, Nelson i Saskatchewan. Do największych słodkowodnych zbiorników tego obszaru należą Wielkie Jezioro Niedźwiedzie, Wielkie Jezioro Niewolnicze, Athabaska, Jezioro Reniferowe, Winnipeg.
Zlewisko Oceanu Atlantyckiego obejmuje południowo-wschodnią część kraju oraz wschodnią część Labradoru. Do największych rzek należą: Rzeka Świętego Wawrzyńca i Ottawa. Do największych słodkowodnych zbiorników wodnych należą Wielkie Jeziora, Simcoe, Nipigon, Saint-Jean.
Zlewisko Oceanu Spokojnego obejmuje wąski pas na zachód od Gór Skalistych. Najznaczniejszymi są rzeki Fraser i Jukon.
Geograficzną niezwykłością jest położone w Górach Skalistych pole lodowcowe Columbia Icefield, które jest zlewiskiem wodnym trzech oceanów: Atlantyckiego, Spokojnego i Arktycznego.

### Klimat
Klimat w Kanadzie jest zróżnicowany i zależy od szerokości geograficznej. Na północy Kanady występują klimaty subpolarny oraz polarny. W centrum kraju występuje klimat kontynentalny chłodny, natomiast na południu jest on umiarkowany ciepły. W rejonie Gór Kordylierów występuje klimat górski. Jednymi z ważniejszych czynników kształtujących klimat Kanady są zimny Prąd Labradorski i ciepły Prąd Północnopacyficzny. Między północną a południową częścią kraju występuje bardzo duża rozpiętość temperatur. Tak więc na północy Kanady średnia temperatura lipca wynosi –5 °C, a na południu 21 °C. W styczniu natomiast temperatury wahają się od –35 °C na północy kraju do 1–4 °C na południowym zachodzie. Największe opady występują w Kordylierach. Ich roczna suma wynosi około 6000 mm. Na wybrzeżach wynoszą około 1000 mm, a w środkowej Kanadzie od 300 do 500 mm.

### Flora

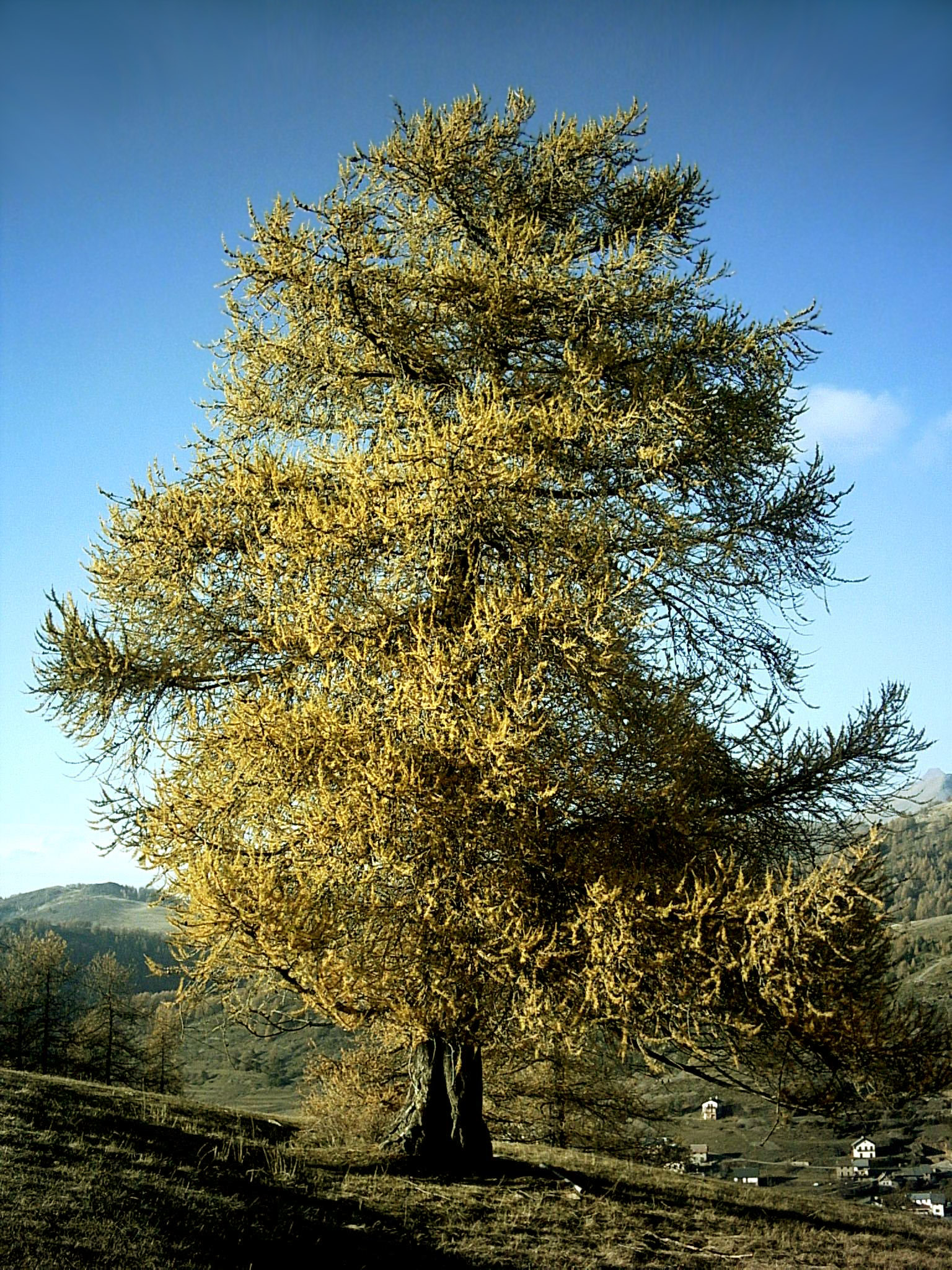
Jeden z najpopularniejszych gatunków drzew w Kanadzie – modrzew

W szacie roślinnej Kanady dominuje typowa dla strefy klimatów umiarkowanych chłodnych formacja roślinna, czyli lasy iglaste (tajga). Charakteryzuje się ona przewagą drzew iglastych takich jak świerki, jodły, sosny i modrzewie. Mniejsze znaczenie mają drzewa liściaste (brzozy, olsze, wierzby i topole) oraz krzewinki z rodziny wrzosowatych (np. borówki) oraz mchy i porosty. Kanadyjska tajga jest ogromnym i zwartym ekosystemem. Ponadto w kanadyjskich lasach wschodnich można odnaleźć gatunki typowe bardziej dla południowych klimatów np. kłęk kanadyjski, magnolie, sasafrasy, jawory, dęby i platany. Nad pacyficznymi wybrzeżami w łagodnym, morskim klimacie wykształcają się specyficzne, umiarkowane lasy deszczowe. W sumie kanadyjskie lasy zajmują powierzchnię 310 mln ha, z czego 236 mln ha przypada na lasy gospodarcze. Na terenie Kanady znajdują się także duże obszary łąk i pastwisk. W przeciwieństwie do stereotypu prezentującego Kanadę jako bezkresne obszary dawnej prerii porosłe pszenicą, ziemie orne zajmują zaledwie 10% powierzchni kraju i leżą głównie w południowych rejonach prowincji Alberta i Saskatchewan. Zachowane prerie w części północnej porastają wysokie trawy, podczas gdy na południu dominuje niska roślinność trawiasta. W kanadyjskich górach występuje azonalna roślinność alpejska. Zaczyna się ona powyżej granicy lasu. Wiosną górskie łąki zakwitają dywanami wielobarwnych dzikich kwiatów takich jak lilie, zawilce narcyzowate, arniki, pięciorniki i bukwice zwyczajne.

### Fauna
Wielce zróżnicowana fauna Kanady złożona jest z wielu ekosystemów, począwszy od wilgotnych lasów nabrzeżnej Kolumbii Brytyjskiej poprzez suche, wyżynne prerie Zachodniej Kanady po tundrę i arktyczne obszary Północnej Kanady.
Duża powierzchnia lądowa oraz małe zagęszczenie ludności stwarzają doskonałe warunki dla siedlisk wielu gatunków zwierząt, szczególnie dużych ssaków, zarówno takich jak niedźwiedzie: brunatny (grizli) i czarny (baribal) czy niedźwiedź polarny na północy lub występujących pospolicie, często ze zlokalizowanym zagęszczeniem (karibu na pograniczu z amerykańską Alaską, łosie na atlantyckiej wyspie Nowa Fundlandia, orki w przybrzeżnych południowych wodach kanadyjskiego Pacyfiku).
Najbardziej zagrożone gatunki fauny Kanady są wymienione na liście gatunków zwierząt zagrożonych List of Wildlife Species at Risk autorstwa specjalistów kanadyjskich działających w ramach prawa Species at Risk Act.

### Ochrona przyrody
Duże znaczenie przywiązuje się w Kanadzie dla ochrony przyrody, ochronie podlega tu aż 400 gatunków ptaków migrujących i ponad 11 mln ha siedlisk przyrodniczych. W sumie ochronie w 3000 obszarów podlega 9% obszaru lądowego państwa.
Wśród obszarów chronionych należy wymienić 44 parki narodowe (stan z 2014 r.). Wszystkie parki narodowe zarządzane są przez federalną agencję Parks Canada. Poszczególne prowincje Kanady tworzą i utrzymują liczne parki prowincjonalne.

## Historia

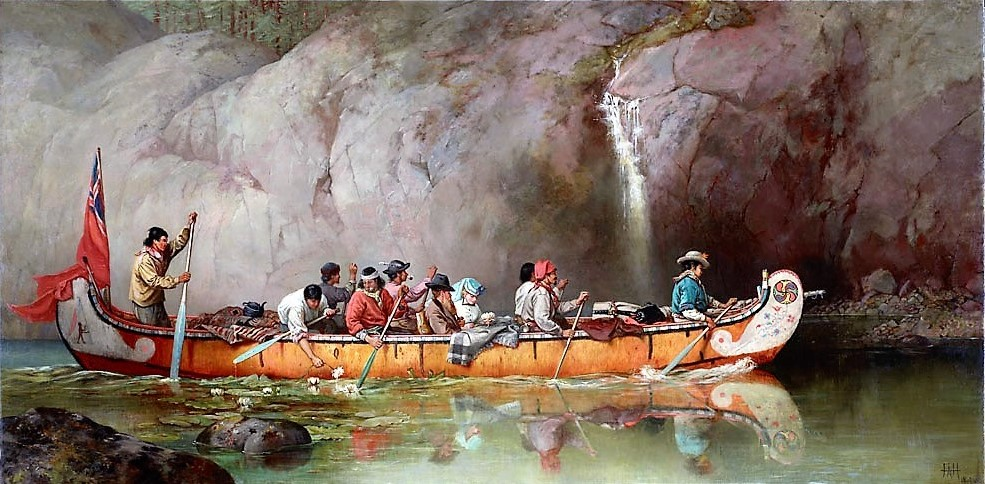
Handel futrami – najważniejsza gałąź kanadyjskiej gospodarki do początku XIX wieku

Tubylcza tradycja utrzymuje, że rdzenne ludy Kanady zamieszkiwały poszczególne części kraju od początku historii. Badania archeologiczne potwierdzają obecność człowieka w północnej części Jukonu 25 500 lat temu, a w południowym Ontario 9500 lat temu. Pierwszymi przybyszami z Europy byli wikingowie, którzy osiedlili się na krótko w L’Anse aux Meadows około roku 1000 pod przewodnictwem Leifa Erikssona.
Kolejnymi Europejczykami, którzy badali atlantyckie wybrzeże Kanady, byli: John Cabot w 1497 – w imieniu Anglii oraz Jacques Cartier w 1534 – w imieniu Francji. Francuski podróżnik Samuel de Champlain przybył tu w roku 1603 i założył pierwsze stałe osiedla europejskie: w Port Royal w 1605 i Quebecu w 1608 r. Spośród francuskich kolonistów, Kanadyjczycy (Canadiens) zasiedlili stopniowo dolinę Rzeki Św. Wawrzyńca, Akadyjczycy (Acadiens) – Akadię (współczesne prowincje nadmorskie), zaś Coureurs de bois – francuscy handlarze futrami oraz katoliccy misjonarze (René-Robert Cavelier, Sieur de La Salle) eksplorowali okolice Wielkich Jezior, Zatoki Hudsona i dorzecza Missisipi aż po Luizjanę. O kontrolę nad handlem futrami toczyły się walki Brytyjczyków z Indianami i Francuzami.
Około 1610 r. Anglia założyła placówki rybackie na Nowej Fundlandii i Trzynaście kolonii na południu. W latach 1689–1763 toczyła się seria czterech kolonialnych wojen Anglików z Indianami i Francuzami. Na mocy pokoju z Utrechtu w 1713 pod panowanie Brytyjczyków dostał się półwysep Nowa Szkocja, a kończący wojnę siedmioletnią pokój paryski z 1763 scedował na rzecz Brytyjczyków północną część Nowej Francji (jej zachodnia część, zwana Luizjaną, przypadła na krótko Hiszpanii).

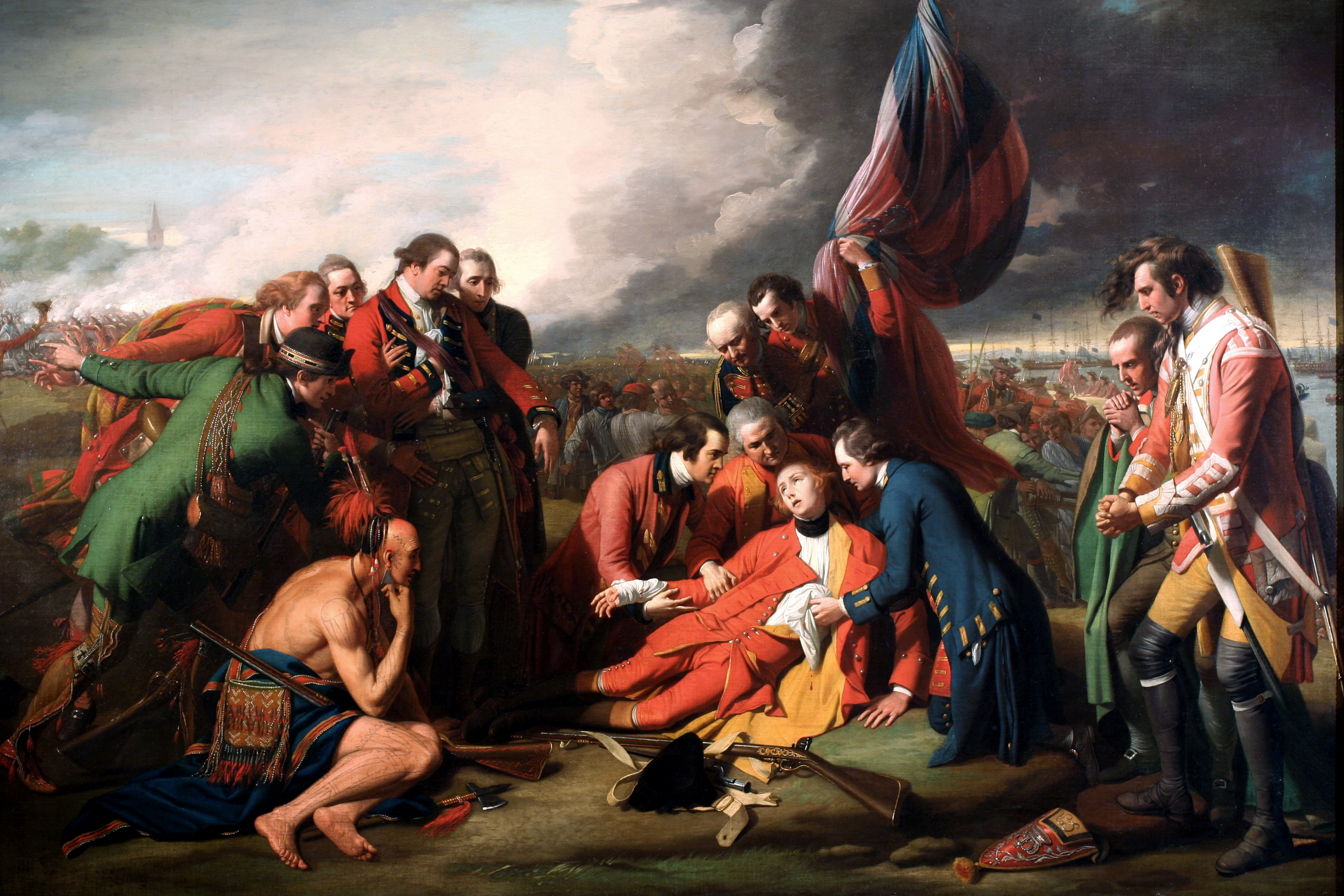
Śmierć generała Wolfe’a podczas bitwy na Równinie Abrahama w Quebecu w 1759 r., podczas brytyjskiej wojny z Indianami i Francuzami

Królewska Proklamacja z 1763 r. wykroiła z Nowej Francji Quebec jako nową prowincję i przyłączyła wyspę Cape Breton do Nowej Szkocji. Ograniczyła także językowe i religijne prawa francuskich Kanadyjczyków. W 1769 r. St. John’s Island (obecnie Wyspa Księcia Edwarda) stała się odrębną kolonią. By uniknąć konfliktu w Quebecu, Ustawa o Quebecu (ang. Quebec Act, fr. Acte de Québec) z 1774 rozszerzyła jego terytorium na Wielkie Jeziora i Dolinę Ohio oraz przywróciła w Quebecu język francuski, religię katolicką i francuski kodeks cywilny. Rozgniewało to wielu mieszkańców Trzynastu Kolonii, przyczyniając się do wybuchu rewolucji amerykańskiej. Pokój paryski z 1783 r. uznał niepodległość Ameryki i scedował tereny na południe od Wielkich Jezior na rzecz Stanów Zjednoczonych. Około 50 tys. wiernych Zjednoczonemu Królestwu lojalistów zbiegło wówczas z USA do kolonii brytyjskich. W związku ze znacznym napływem lojalistów do północnej Nowej Szkocji, wydzielono ten obszar jako nową kolonię – Nowy Brunszwik. By zadowolić anglojęzycznych lojalistów w Quebecu, Ustawa Konstytucyjna z 1791 r. podzieliła prowincję na francuskojęzyczną Dolną Kanadę i anglojęzyczną Górną Kanadę, ustanawiając w każdej z nich pochodzące z wyboru Zgromadzenia Ustawodawcze.
Kanada stanowiła główny front w wojnie pomiędzy USA i Imperium Brytyjskim w 1812 r. Jej obrona umocniła poczucie jedności wśród mieszkańców Brytyjskiej Ameryki Północnej. W 1815 r. rozpoczęła się masowa migracja z Wielkiej Brytanii i Irlandii do Kanady. Na początku XIX wieku przemysł drzewny stał się też ważniejszy od handlu futrami.
Dążenie do „rządu odpowiedzialnego” (przed lokalnym Parlamentem) doprowadziło do nieskutecznych rebelii w 1837 r. Raport Durhama o sytuacji w Brytyjskiej Ameryce Północnej z 1839 r. zalecił później wprowadzenie „rządu odpowiedzialnego” oraz asymilację francuskich Kanadyjczyków w brytyjskiej kulturze. Ustawa o Unii Kanadyjskiej z 1840 r. połączyła obie Kanady w Zjednoczone Prowincje Kanady. Francusko- i anglojęzyczni Kanadyjczycy mieli ze sobą współpracować w Zgromadzeniu na rzecz przywrócenia praw frankofonom. W 1849 r., podobnie jak wszystkie północnoamerykańskie kolonie brytyjskie, powołali oni rząd odpowiedzialny przed kanadyjskim Parlamentem.
Podpisanie przez Wielką Brytanię i Stany Zjednoczone w 1846 r. traktatu oregońskiego (ang. Oregon Treaty) zakończyło konflikt graniczny w Oregonie, wytyczając zachodnią część granicy między obydwoma państwami wzdłuż 49. równoleżnika oraz umożliwiając powstanie brytyjskich kolonii na wyspie Vancouver (1849) i w Kolumbii Brytyjskiej (1858). Kanada podjęła też szereg ekspedycji badawczych na północ, by potwierdzić swoje prawa do Ziemi Ruperta i Arktyki. Ludność Kanady szybko rosła dzięki wysokiemu przyrostowi naturalnemu; imigrację Brytyjczyków równoważyła emigracja do Stanów Zjednoczonych, zwłaszcza wyjazdy do Nowej Anglii.

### Konfederacja

Animacja przedstawiająca rozwój granic i nazw kanadyjskich prowincji i terytoriów

W wyniku kilku konferencji konstytucyjnych ustawa o Brytyjskiej Ameryce Północnej (ang. British North America Act, fr. Actes de l’Amérique du Nord britannique) z 1867 r. ustanowiła konfederację, tworząc 1 lipca 1867 „jedno dominium pod nazwą Kanada”, obejmujące cztery prowincje: Ontario, Quebec, Nową Szkocję i Nowy Brunszwik. Kanada objęła kontrolę nad Ziemią Ruperta i Terytoriami Północno-Zachodnimi, tworząc Terytoria Północno-Zachodnie. W lipcu 1870 skargi Metysów doprowadziły do rebelii nad Rzeką Czerwoną i powstania prowincji Manitoba. Kolumbia Brytyjska i wyspa Vancouver (które zjednoczyły się w 1866) oraz kolonia na Wyspie Księcia Edwarda dołączyły do Konfederacji – odpowiednio – w 1871 i 1873 r.
Partia Konserwatywna Kanady premiera Johna A. McDonalda ustanowiła taryfy celne dla ochrony rodzącego się kanadyjskiego przemysłu. By udostępnić Zachód, rząd sfinansował budowę trzech transkontynentalnych linii kolejowych (w tym Canadian Pacific), otworzył prerie pod osadnictwo na mocy ustawy o ziemiach Dominium (ang. Dominion Lands Act, fr. Acte concernant les terres de la Puissance) i utworzył Północno-Zachodnią Policję Konną, by objąć władzę nad tym terytorium. W 1898 r., po gorączce złota nad Klondike na Terytoriach Północno-Zachodnich, w celu lepszej kontroli sytuacji w regionie rząd Kanady zdecydował się utworzyć odrębne terytorium Jukonu. Za rządów liberalnego premiera Wilfrida Lauriera imigranci z Europy kontynentalnej zasiedlili prerie, a w 1905 r. Alberta i Saskatchewan stały się prowincjami.

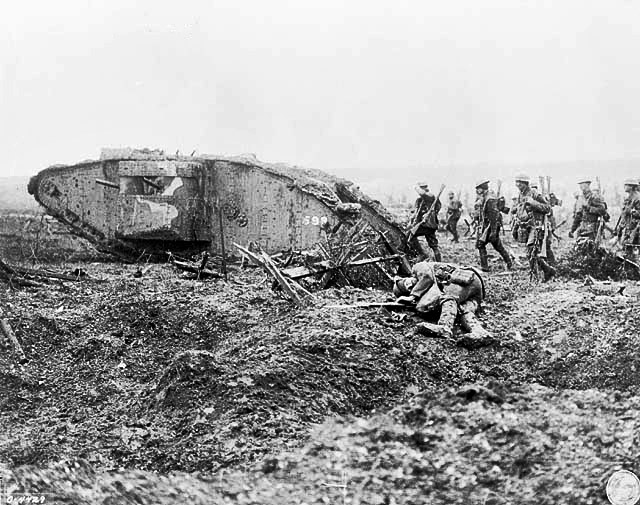
Atak kanadyjskich żołnierzy i czołgu podczas bitwy pod Vimy Ridge w 1917

Kanada przystąpiła do I wojny światowej w 1914 automatycznie wraz z Wielką Brytanią. Wysłała ochotników na front zachodni w ramach narodowego kontyngentu. W 1917 wybuchł kryzys mobilizacyjny, gdy konserwatywny premier Robert Borden wprowadził obowiązek służby wojskowej mimo sprzeciwu francuskojęzycznych mieszkańców Quebecu. W 1919 Kanada wstąpiła do Ligi Narodów niezależnie od Wielkiej Brytanii. W 1931 Statut Westminsterski potwierdził niezależność Kanady.
Wielki kryzys w 1929 r. miał istotny wpływ na gospodarkę Kanady i spowodował kryzys społeczny. W odpowiedzi na ten stan rzeczy, w Albercie oraz Saskatchewan, partia Co-operative Commonwealth Federation (CCF), na czele z Tommy Douglasem, zapowiedziała wprowadzenie państwa opiekuńczego, co realizowano w latach 40. i 50. Kanada, pod rządami centrolewicowego Williama Lyon Mackenzie Kinga, wypowiedziała wojnę Niemcom niezależnie, w trzy dni po tym gdy uczyniła to Wielka Brytania. Pierwsze jednostki Armii Kanadyjskiej pojawiły się w Wielkiej Brytanii w grudniu 1939 roku. Kiedy tylko przemysł zaczął produkować na potrzeby armii kanadyjskiej, Wielkiej Brytanii, Chin oraz ZSRR gospodarka ruszyła gwałtownie. Pomimo kolejnego kryzysu mobilizacyjnego w Quebecu, Kanada zakończyła wojnę jako kraj, który miał jedną z największych armii na świecie. Podczas II wojny światowej, w 1942 r. Kanadyjczycy dokonali desantu w okupowanej przez państwa Osi Europie. Rajd na Dieppe zakończył się jednak niepowodzeniem. Siły kanadyjskie odegrały później znaczną rolę w Bitwie o Atlantyk, inwazji na Włochy oraz oswobadzaniu Holandii z okupacji niemieckiej w 1945 r.
W 1949 r. Nowa Fundlandia dołączyła do Kanady jako jej dziesiąta prowincja. Powojenna atmosfera w kraju, wraz z ekspansją ekonomiczną, zainicjowały wyż demograficzny oraz przyciągały imigrantów ze spustoszonej wojną Europy.
Quebec, w latach 60. przebył głęboką społeczną i ekonomiczną rewolucję – tzw. Cichą Rewolucję (Révolution tranquille). Nacjonaliści z Quebecu zaczęli wywierać większą presję na rzecz autonomii prowincji. Separatyści z Partii Quebecu (Parti Québécois) pierwszy raz doszli do władzy w 1976 r. W Referendum w sprawie suwerenności z 1980 r. obywatele odrzucili tę koncepcję. Drugie zorganizowane w 1995 r. zakończyło się podobnie, jednak separatyści przegrali już tylko minimalną różnicą głosów – 50,6% do 49,4%. W 1997 r. kanadyjski Sąd Najwyższy orzekł, że jednostronna secesja prowincji jest niezgodna z konstytucją. Mimo to ruchy na rzecz niepodległości kontynuują nadal swoją działalność. Najbardziej radykalni separatyści założyli organizację zbrojną Front Wyzwolenia Quebecu i rozpoczęli akcje przeciwko rządowi.
Pod kolejnymi lewicowymi rządami Lestera B. Pearsona oraz Pierre’a Trudeau wzrosła świadomość wspólnej tożsamości. W 1965 r. Kanada przyjęła jako flagę czerwony liść klonu. W 1969, w odpowiedzi na narastające ruchy na rzecz odrębności Quebecu, rząd federalny oficjalnie stał się dwujęzyczny (ang. Official Languages Act, fr. Loi sur les langues officielles). Wprowadzono liberalne prawo imigracyjne (w 1967 oraz 1976) i ogłoszono oficjalnie Kanadę krajem wielokulturowym (1971). Fala imigracji spoza Europy zmieniła wizerunek kraju. W latach 70. zainicjowano programy socjalne w służbie zdrowia, systemie emerytalnym (ang. Canada Pension Plan, fr. Régime de pensions du Canada), a także system pożyczek w szkolnictwie wyższym (ang. Canada Student Loans, fr. Prêts canadiens aux étudiants). Dekadę później przechodziły one fazę ugruntowania. Rządy prowincjonalne, w szczególności Quebec, walczyły z tym jako z ingerencją we własne kompetencje. Ostatecznie, premier Pierre Trudeau, przeforsował „repatriację (brytyjskiej) konstytucji”, ustanawiając Kartę Praw i Wolności bazującą na wolnościach indywidualnych w konstytucji z 1982 r. (ang. Constitution Act of 1982, fr. Loi constitutionnelle de 1982).
Integracja gospodarcza ze Stanami Zjednoczonymi znacząco wzrosła od czasów II wojny światowej. Porozumienia handlowe (ang. Canada-US Automotive Products Agreement, fr. Accord canado-américain sur les produits de l’industrie automobile) z 1965 oraz z 1987 (ang. Canada-United States Free Trade Agreement, fr. Accord de libre-échange canado-américain) kładły podwaliny pod integrację obu gospodarek. Wszechobecność amerykańskiej kultury, telewizji oraz przedsiębiorstw była powodem obaw kanadyjskich nacjonalistów o zachowanie autonomii kulturalnej. Niemniej jednak, Kanadyjczycy są dumni ze swojego systemu publicznej służby zdrowia oraz społecznej wielokulturowości.

## Polityka

### Ustrój polityczny

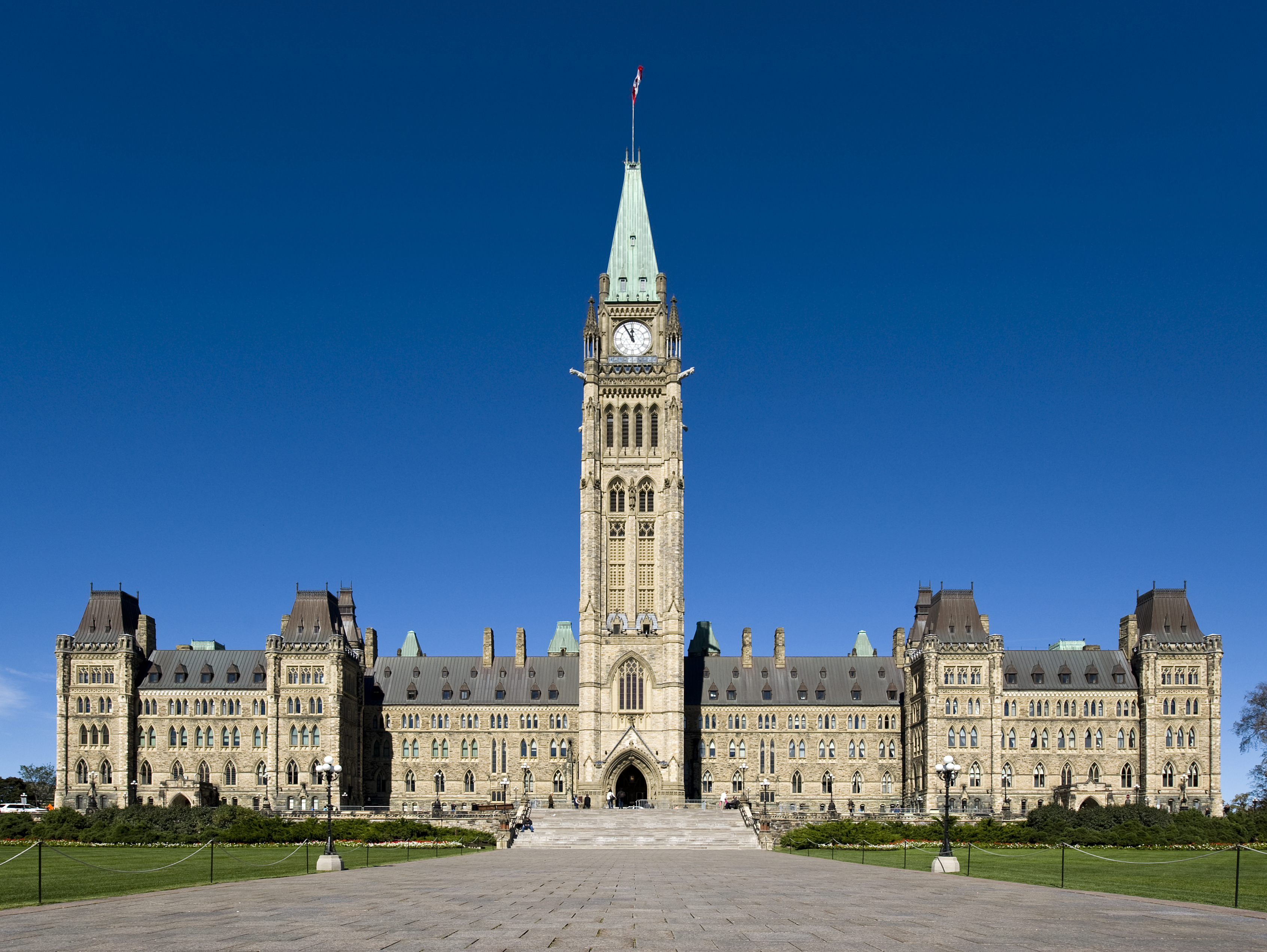
Siedziba parlamentu Kanady w Ottawie

Kanada jest monarchią konstytucyjną, a głową państwa, Królem Kanady, jest Karol III. Jest też demokracją parlamentarną z federalnym systemem administracyjnym i silnymi tradycjami demokratycznymi.

#### Konstytucja
Konstytucja Kanady określa prawne ramy państwa, obejmujące tekst pisany oraz niepisane zasady i zwyczaje. Podstawowe ramy kanadyjskiej konstytucji zawiera ustawa o Brytyjskiej Ameryce Północnej (ang. British North America Act, fr. Actes de l’Amérique du Nord britannique) z 1867 r., przemianowana w 1982 r. na Ustawę Konstytucyjną z 1867 r. Stanowi ona, że Kanada ma konstytucję „zbliżoną do konstytucji Wielkiej Brytanii” i dzieli władzę między rząd federalny i rządy poszczególnych prowincji. Konstytucja obejmuje Kanadyjską Kartę Praw i Swobód (ang. Canadian Charter of Rights and Freedoms, fr. Charte canadienne des droits et libertés), gwarantującą Kanadyjczykom podstawowe prawa i wolności, których w zasadzie nie może ich pozbawić żaden rodzaj władz Kanady. W rozdziale 33 zawiera jednak zastrzeżenie, iż parlament federalny i legislatury prowincji mogą zawiesić czasowo niektóre inne rozdziały Karty na okres do pięciu lat.

#### Parlament
Parlament Kanady składa się z Króla i dwóch izb: wybieralnej Izby Gmin i mianowanego Senatu. Członków Izby Gmin wybiera się zgodnie z ordynacją większościową w okręgach wyborczych; wybory powszechne ogłasza gubernator generalny za radą premiera. O ile dla Parlamentu nie określono kadencji minimalnej, to nowe wybory powszechne należy ogłosić w ciągu pięciu lat od poprzednich. Członków Senatu, których fotele obsadzane są według kryterium regionalnego, nominuje premier i mianuje formalnie gubernator generalny; swoje mandaty sprawują do ukończenia 75 lat.

#### Władza wykonawcza
Stanowisko premiera Kanady, szefa rządu, przypada aktualnemu liderowi partii politycznej, która posiada większość mandatów w Izbie Gmin. Premier i jego gabinet mianowani są formalnie przez gubernatora generalnego Kanady (który jest kanadyjskim przedstawicielem Króla), jednak to premier formuje swój gabinet, a gubernator generalny zwyczajowo akceptuje personalne decyzje premiera. Tradycyjnie, w skład gabinetu wchodzą członkowie partii premiera z obu izb ustawodawczych, głównie z Izby Gmin. Władzę wykonawczą sprawują premier i gabinet, a wszyscy oni wchodzą w skład Królewskiej Tajnej Rady Kanady (ang. King’s Privy Council for Canada, fr. Conseil privé du Roi pour le Canada) i stają się Ministrami Korony. Premier ma szerokie uprawnienia polityczne oraz wykonawcze, w szczególności przedstawia Gubernatorowi do mianowania (lub mianuje osobiście) innych urzędników rządu i służby cywilnej.
Gubernatorem generalnym Kanady od 26 lipca 2021 jest Mary Simon, a premierem od 14 marca 2025 jest lider Liberalnej Partii Kanady, Mark Carney.

#### Partie polityczne
Cztery główne partie polityczne Kanady to: Konserwatywna Partia Kanady, Liberalna Partia Kanady, Nowa Demokratyczna Partia Kanady i Blok Quebecki. Obecny rząd tworzy Liberalna Partia Kanady. Lista partii, które w przeszłości zdobywały mandaty w wyborach do Parlamentu Kanady jest długa.

#### System prawny

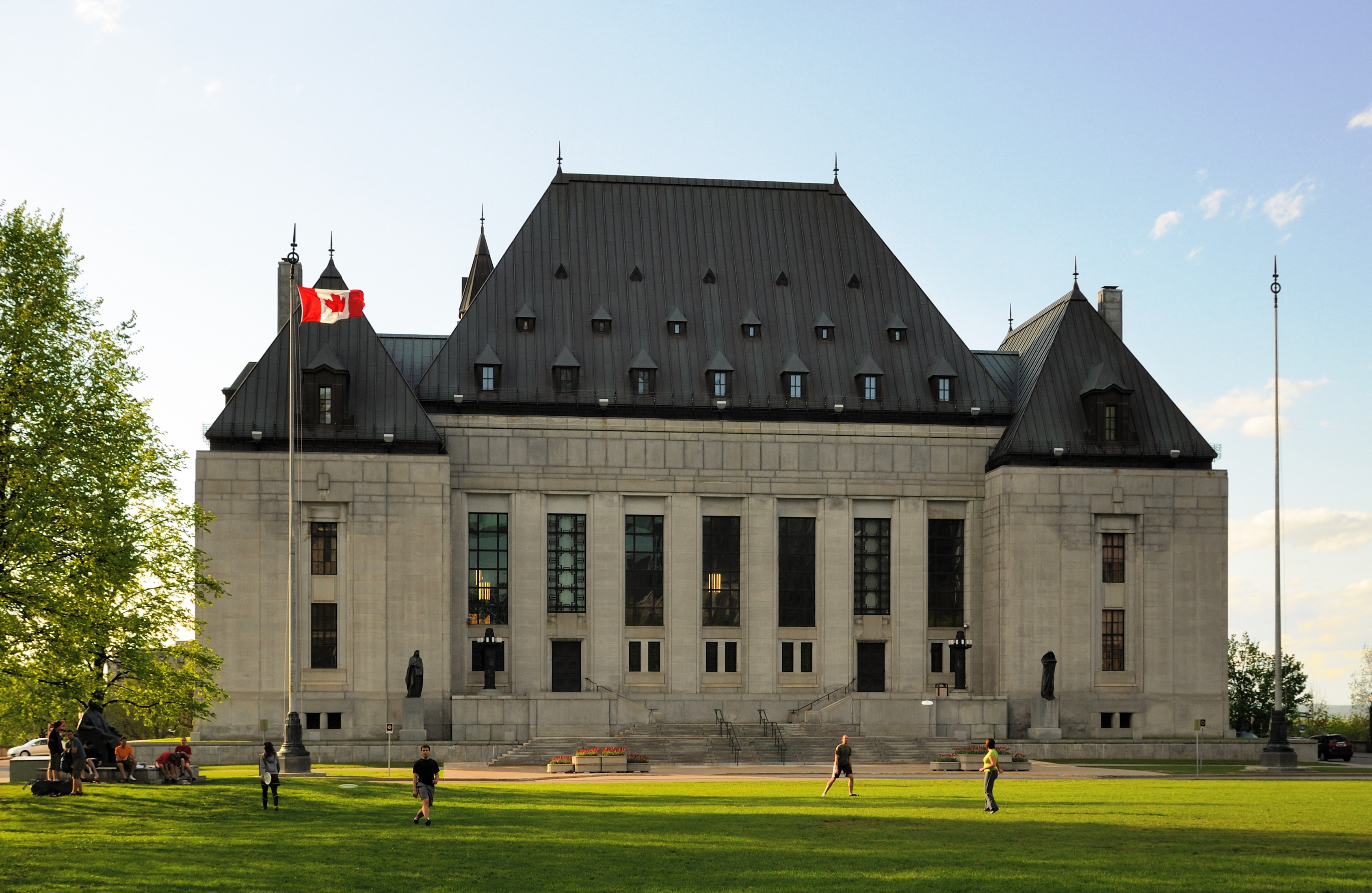
Sąd Najwyższy w Ottawie

Władza sądownicza Kanady odgrywa ważną rolę, interpretując przepisy i unieważniając te, które naruszają Konstytucję. Sąd Najwyższy Kanady jest najwyższą instancją sądową i ostatecznym arbitrem, a na jego czele stoi obecnie sędzia Beverley McLachlin. Dziewięciu sędziów Sądu Najwyższego Kanady mianuje, w porozumieniu z premierem, Gubernator generalny Kanady. Wszyscy sędziowie szczebla najwyższego i apelacyjnego mianowani są przez Gubernatora generalnego w porozumieniu z premierem i ministrem sprawiedliwości, po konsultacjach z pozarządowymi organizacjami prawniczymi. Gabinet federalny mianuje sędziów Sądów Najwyższych na szczeblu poszczególnych prowincji i terytoriów. Niższe stanowiska sędziowskie w prowincjach i terytoriach obsadzane są przez właściwe dla nich rządy.
Wszędzie – z wyjątkiem Quebecu, gdzie dominuje system prawa kontynentalnego – przeważa system common law. Prawo karne stanowi wyłączną odpowiedzialność władz federalnych i jest ujednolicone w całym kraju. Przestrzeganie prawa, w tym sądy karne, leży w kompetencjach prowincji, ale na terenach wiejskich wszystkich prowincji, z wyjątkiem Ontario i Quebecu, odpowiedzialność za nadzór policyjny skupia się na federalnej RCMP-GRC.

### Podział administracyjny

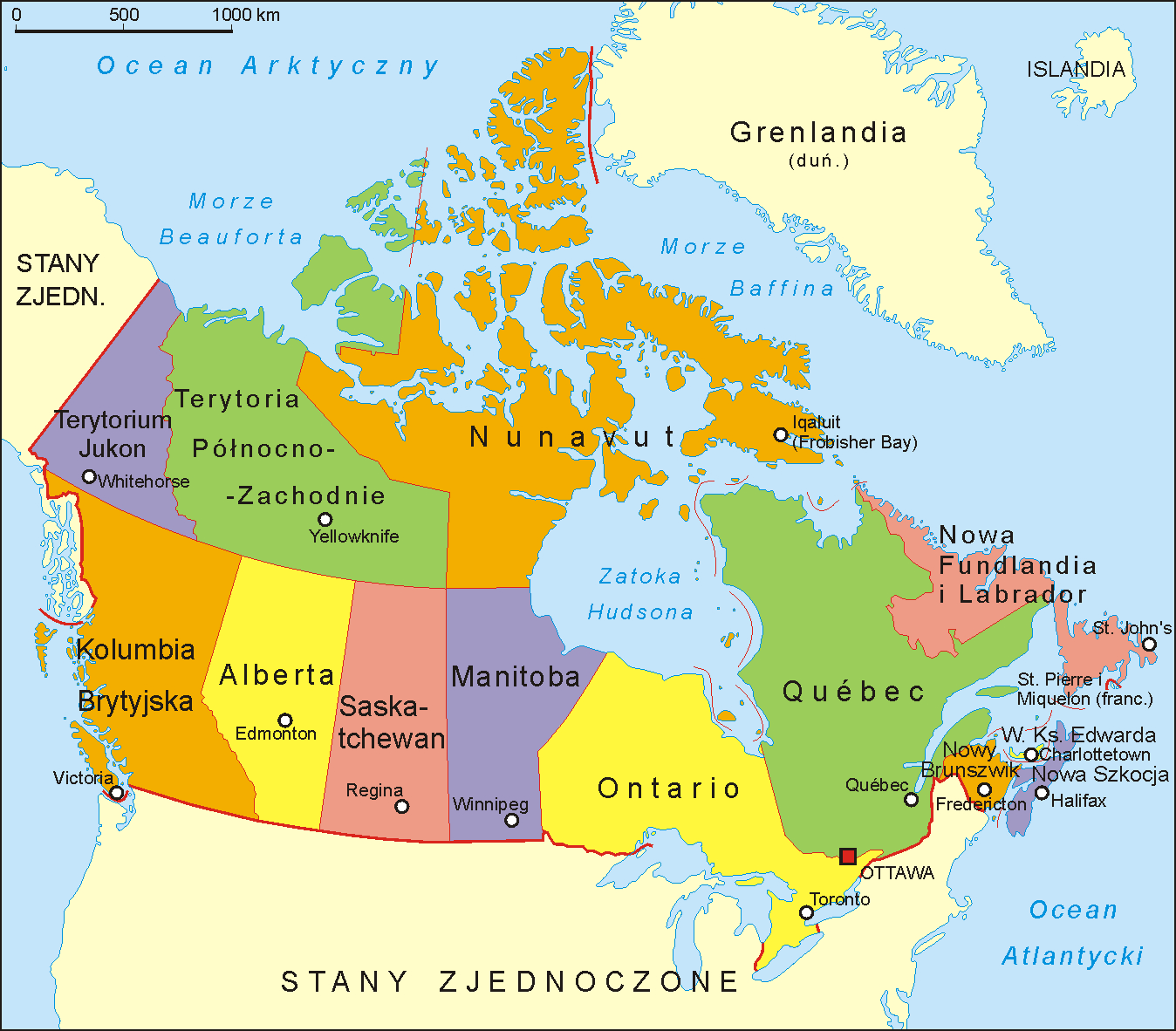
Geopolityczna mapa Kanady – 10 prowincji i 3 terytoria

Kanada jest federacją dziesięciu prowincji i trzech terytoriów.
Prowincje to: Alberta, Kolumbia Brytyjska, Manitoba, Nowy Brunszwik, Nowa Fundlandia i Labrador, Nowa Szkocja, Ontario, Wyspa Księcia Edwarda, Quebec i Saskatchewan. Terytoria to Nunavut, Terytoria Północno-Zachodnie i Jukon.
Każda z wyżej wymienionych jednostek ma swoje oficjalne symbole oraz motto.
Prowincje są bardziej niezależne od rządu federalnego niż terytoria. Są one odpowiedzialne za większość programów socjalnych, takich jak służba zdrowia, edukacja czy opieka społeczna. Wspólnie osiągają większe dochody niż Rząd Federalny. Używając swoich uprawnień, Rząd Federalny może zainicjować w prowincjach programy narodowe, takie jak np. zdrowotny Canada Health Act/Loi canadienne sur la santé. Prowincje mają prawo ich zaniechać, jednak w praktyce zdarza się to rzadko. Aby mieć pewność, że opodatkowanie i świadczenie tych usług utrzymują się na podobnym poziomie w biedniejszych i bogatszych prowincjach, Rząd Federalny dysponuje dotacjami wyrównawczymi (ang. Equalization payments, fr. Péréquation).
Każda z prowincji ma jednoizbowy parlament oraz rząd, na czele którego stoi premier wybierany w taki sam sposób jak premier Kanady. Każda prowincja ma również gubernatora porucznika, reprezentanta króla – analogicznie do urzędu gubernatora generalnego Kanady, mianowanego z rekomendacji premiera, aczkolwiek w ostatnich latach ukształtował się zwyczaj uzgadniania tych nominacji z rządami prowincjonalnymi.

| Lp. | Flaga | Prowincje Kanady             | Stolica       | Przystąpienie do konfederacji Kanady | Powierzchnia [km²] | Ludność (2001) | os./km² (2001) |
| --- | ----- | ---------------------------- | ------------- | ------------------------------------ | ------------------ | -------------- | -------------- |
| 1   |       | Alberta                      | Edmonton      | 1 września 1905                      | 661 848            | 3 064 249      | 4,6            |
| 2   |       | Kolumbia Brytyjska           | Victoria      | 20 lipca 1871                        | 944 735            | 4 095 900      | 4,3            |
| 3   |       | Manitoba                     | Winnipeg      | 15 lipca 1870                        | 647 797            | 1 150 000      | 1,7            |
| 4   |       | Nowy Brunszwik               | Fredericton   | 1 lipca 1867                         | 72 908             | 757 100        | 10             |
| 5   |       | Nowa Fundlandia i Labrador   | St. John’s    | 31 marca 1949                        | 405 212            | 533 800        | 1,3            |
| 6   |       | Nowa Szkocja                 | Halifax       | 1 lipca 1867                         | 55 284             | 942 700        | 17             |
| 7   |       | Ontario                      | Toronto       | 1 lipca 1867                         | 1 076 395          | 11 874 400     | 11             |
| 8   |       | Quebec                       | Quebec        | 1 lipca 1867                         | 1 542 056          | 7 410 500      | 4,8            |
| 9   |       | Saskatchewan                 | Regina        | 1 września 1905                      | 651 036            | 1 015 800      | 1,5            |
| 10  |       | Wyspa Księcia Edwarda        | Charlottetown | 1 lipca 1873                         | 5660               | 138 500        | 24,5           |
| Lp. | Flaga | Terytoria Kanady             | Stolica       | Przystąpienie do konfederacji Kanady | Powierzchnia [km²] | Ludność (2001) | os./km² (2001) |
| 1   |       | Nunavut                      | Iqaluit       | 1 kwietnia 1999                      | 2 093 190          | 28 200         | 0,01           |
| 2   |       | Terytoria Północno-Zachodnie | Yellowknife   | 15 lipca 1870                        | 1 346 106          | 42 083         | 0,03           |
| 3   |       | Jukon                        | Whitehorse    | 13 czerwca 1898                      | 482 443            | 29 900         | 0,06           |

### Siły zbrojne

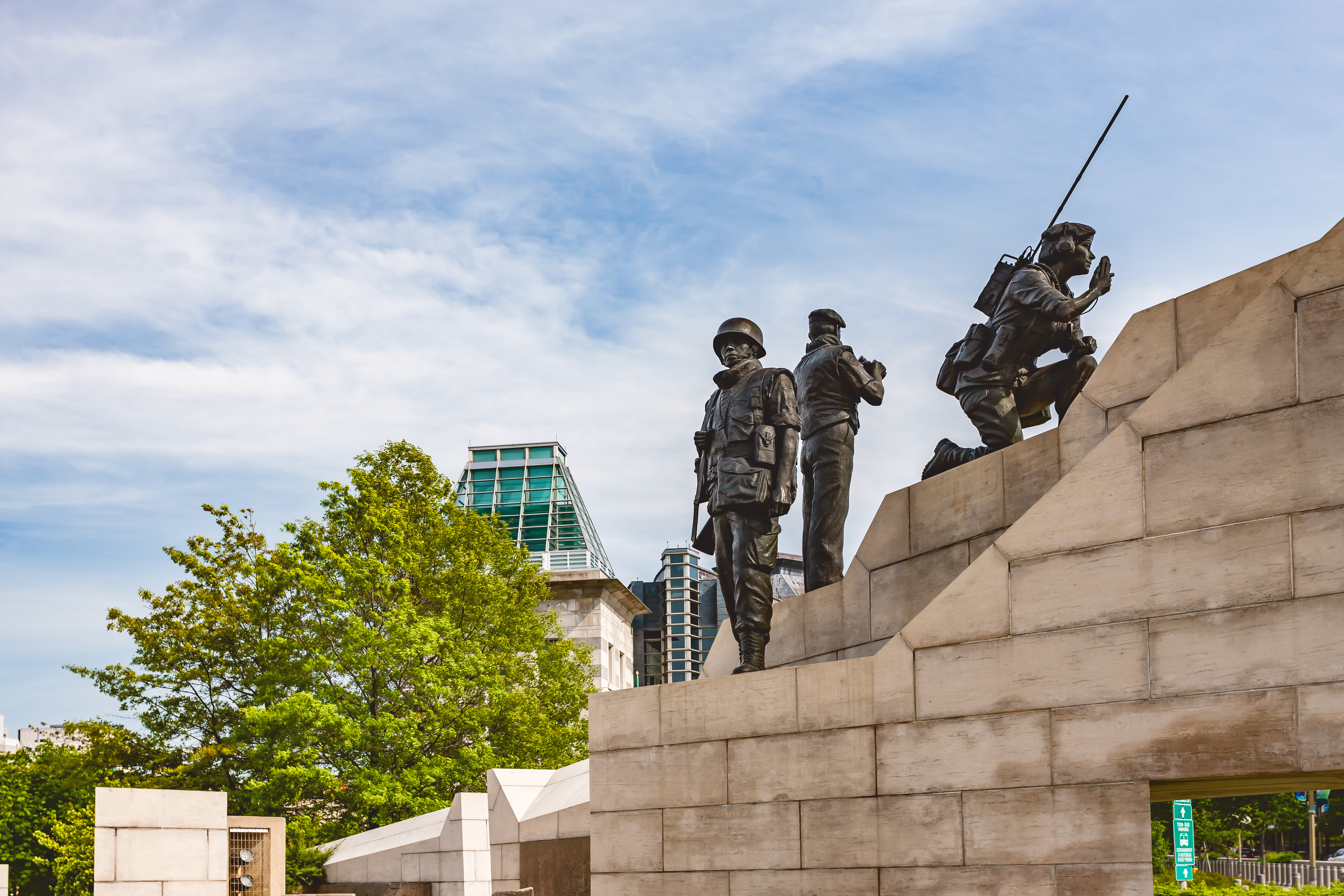
Pomnik Sił Pokojowych w Ottawie

Kanadyjski personel wojskowy to 64 tys. w służbie czynnej i 26 tys. rezerwistów. Kanadyjskie Siły Zbrojne składają się z wojsk lądowych, marynarki wojennej i sił powietrznych. Mają one 1400 pojazdów pancernych, 34 okręty wojenne i 861 statków powietrznych.
Głównodowodzącym Sił Zbrojnych jest Szef Sztabu Obrony. Armia podlega politycznej i strategicznej kontroli władz cywilnych poprzez Ministra Obrony Narodowej rządu federalnego. Wodzem Naczelnym jest monarcha kanadyjski poprzez Gubernatora Generalnego Kanady. Członkowie rodziny królewskiej tradycyjnie pełnią funkcje Honorowych Dowódców (ang. Colonel-in-Chief, fr. Colonel en chef) wielu regimentów i pułków kanadyjskich.

### Stosunki międzynarodowe
Kanada i Stany Zjednoczone mają najdłuższą niechronioną granicę na świecie, współpracują wojskowo i są dla siebie największymi partnerami handlowymi. Kanada jednak prowadzi niezależną politykę zagraniczną, w tym utrzymuje pełne stosunki dyplomatyczne z Kubą i odmówiła udziału w wojnie irackiej. Kanada także utrzymuje historyczne, gospodarcze i wojskowe więzi z Wielką Brytanią, Francją i byłymi koloniami brytyjskimi i francuskimi, jest członkiem Wspólnoty Narodów (Commonwealth) i Frankofonii.
Silne przywiązanie do Imperium Brytyjskiego i Wspólnoty Narodów w angielskojęzycznej części Kanady sprawiło, że kraj ten miał duży udział w brytyjskim wysiłku wojennym w drugiej wojnie burskiej, I wojnie światowej i II wojnie światowej.
Odkąd Kanada jest rzecznikiem multilateralizmu, czyni wysiłki, aby rozwiązywać problemy świata we współpracy z innymi krajami. Kanada należy do ONZ od 1945 i jest założycielem oraz członkiem NATO od 1949 r. Podczas wojny koreańskiej Kanada była jednym z głównych dostarczycieli żołnierzy do sił ONZ. We współpracy ze Stanami Zjednoczonymi założyła NORAD do obrony powietrznej przed ZSRR.
Kanada odgrywa czołową rolę w wysiłkach pokojowych ONZ. W czasie kryzysu sueskiego w 1956 Lester Pearson zmniejszył napięcie proponując rozpoczęcie misji pokojowej ONZ. Kanada wzięła udział w 50 misjach pokojowych, w tym we wszystkich wysiłkach pokojowych ONZ do 1989 r. oraz utrzymywała swe siły w międzynarodowych operacjach w byłej Jugosławii i podczas pierwszej wojny w Zatoce Perskiej.
Udziału w drugiej inwazji na Irak za rządów prez. G. Busha nie wzięła, a ówczesny rząd premiera J. Chretien uznał ją za sprzeczną z prawem międzynarodowym.
Kanada wstąpiła w 1990 r. do Organizacji Państw Amerykańskich (OPA) i gościła Zgromadzenie Ogólne OPA w Windsorze w czerwcu 2000 r., a także trzeci Szczyt Ameryk w Quebecu w kwietniu 2001. Kanada usiłuje zacieśniać więzy z gospodarkami krajów Azji i Pacyfiku poprzez członkostwo w APEC.

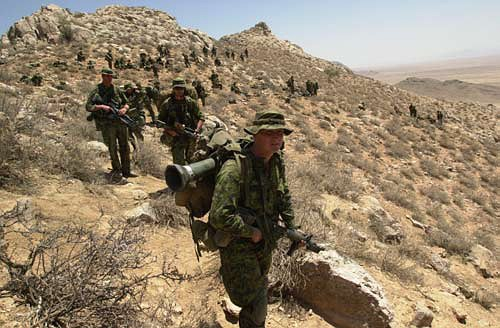
Kanadyjscy żołnierze w Afganistanie

W latach 2001–2021 Kanada utrzymywała swoje wojska w Afganistanie w ramach amerykańskich sił stabilizacyjnych oraz dowodzonych przez NATO sił ISAF.
Kanadyjski Zespół Reagowania na wypadek Katastrof (DART) brał udział w trzech dużych operacjach pomocowych w ostatnich dwóch latach; dwustuosobowy zespół wysłano do pomocy ofiarom tsunami w południowej Azji w grudniu 2004, huraganu Katrina we wrześniu 2005 i trzęsienia ziemi w Kaszmirze w październiku 2005.
W lutym 2007 Kanada, Włochy, Wielka Brytania, Norwegia i Rosja zobowiązały się uruchomić projekt wartości 1,5 miliarda dolarów mający na celu opracowanie szczepionek mogących uratować miliony ludzi w biednych krajach i wezwały innych do dołączenia się do tej inicjatywy.

#### Ruch bezwizowy do Kanady
Obywatele następujących państw nie potrzebują wizy, aby odwiedzić Kanadę:
Andora, Antigua i Barbuda, Australia, Austria, Barbados, Belgia, Botswana, Brunei, Cypr, Dania, Estonia, Finlandia, Francja, Grecja, Hiszpania, Holandia, Irlandia, Islandia, Izrael, Japonia, Korea Południowa, Litwa, Łotwa, Liechtenstein, Luksemburg, Malta, Monako, Namibia, Niemcy, Nowa Zelandia, Norwegia, Papua-Nowa Gwinea, Polska, Portugalia, St. Kitts i Nevis, St. Lucia, St. Vincent, San Marino, Singapur, Słowacja, Słowenia, Stany Zjednoczone, Suazi, Szwecja, Szwajcaria, Watykan, Węgry, Wielka Brytania, Włochy, Wyspy Bahama, Wyspy Salomona, Samoa.

## Gospodarka

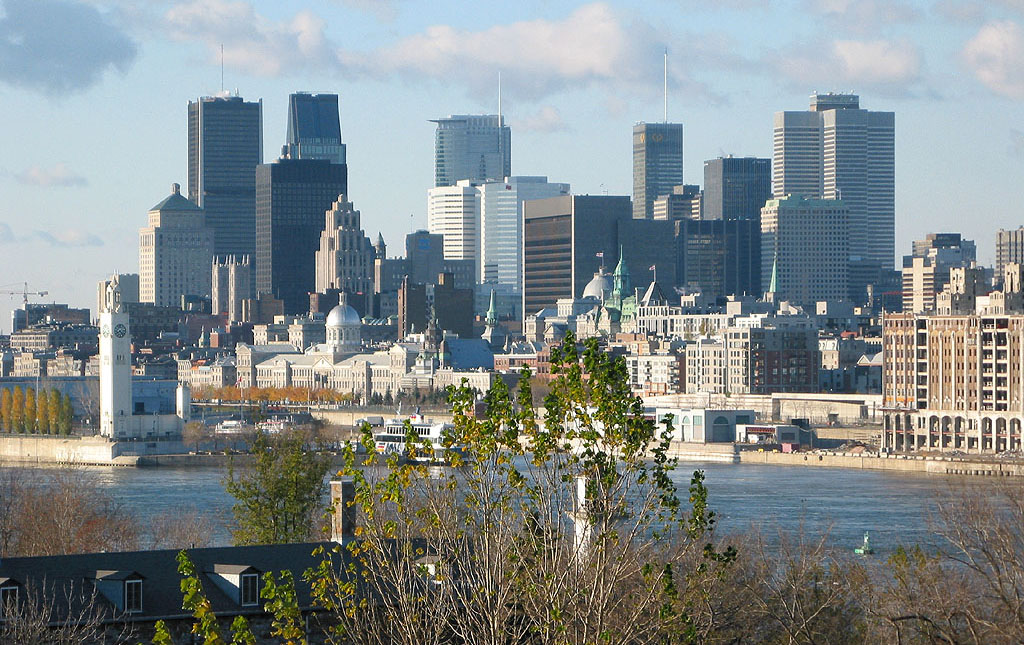
Widok na centrum finansowe Montrealu

Kanada jako jedno z najbogatszych państw świata, dzięki wysokiemu dochodowi per capita jest członkiem Organizacji Współpracy Gospodarczej i Rozwoju (OECD) oraz grupy krajów G7. Pod względem rozwoju gospodarczego Kanada zaliczana jest obecnie do grona jednej z najbardziej rozwiniętych gospodarek świata, a w perspektywie międzynarodowej jej pozycja gospodarcza jest postrzegana korzystnie. Kanada ma gospodarkę wolnorynkową z niewiele większą interwencją rządu niż ma to miejsce w USA, choć o wiele mniejszą niż w większości krajów europejskich. Kraj ma mniejszy produkt krajowy brutto per capita (PKB) niż jego południowy sąsiad (53 372 USD, 2023), ale wyższy niż gospodarki zachodnioeuropejskie. W ostatniej dekadzie kanadyjską gospodarkę cechowały szybki wzrost, niskie bezrobocie i wysokie nadwyżki budżetowe na szczeblu federalnym. Dzisiejsza gospodarka Kanady bardzo przypomina amerykańską w orientacji na wolny rynek, wzorach produkcyjnych oraz wysokim standardzie życia. W październiku 2006 r. bezrobocie w Kanadzie wynosiło 6,3% i był to najniższy wskaźnik od 30 lat, choć jest on różny w pomiarach lokalnych – od niskiego 3,6% w prowincji Alberta do wysokiego 14,6% w Nowej Fundlandii i Labradorze.
W minionym wieku, wzrost produkcji, górnictwa i usług spowodował przeobrażenie gospodarki kraju z rolniczej na zurbanizowaną i zindustrializowaną. Tak jak gospodarki innych wysokorozwiniętych krajów świata, tak i gospodarka kanadyjska jest zdominowana przez usługi, w których zatrudnione jest około 3/4 Kanadyjczyków. Niemniej jednak, Kanada wyróżnia się spośród innych krajów wysoko rozwiniętych rozmiarami pierwszego sektora, wraz z gospodarką leśną i przemysłem naftowym. Te dwie dziedziny są w tym kraju najważniejsze.
Kanada jest jednym z kilku wysoko rozwiniętych państw, które są eksporterami energii (netto). Ma ogromne złoża gazu na wschodnim wybrzeżu oraz duże złoża gazu i ropy skoncentrowane w Albercie oraz sąsiadującej z nią Kolumbii Brytyjskiej i Saskatchewan. Olbrzymie, zmieszane z piaskiem złoża Athabasca Tar Sands czynią Kanadę trzecim po Arabii Saudyjskiej krajem pod względem wielkości rezerw ropy. W Quebecu, Kolumbii Brytyjskiej, Nowej Fundlandii i Labradorze, Ontario i Manitobie energia elektryczna, która jest tania, obfita i stosunkowo przyjazna środowisku, pochodzi z elektrowni wodnych.
Kanada jest też jednym z najważniejszych na świecie producentów rolnych. Kanadyjskie prerie stały się jednym z głównych obszarów uprawy pszenicy oraz pozostałych zbóż. Jest jednym z największych na świecie producentów potażu, cynku, uranu, złota, niklu, aluminium i kobaltu. Wiele, jeśli nie większość miast na północy kraju, gdzie uprawa ziemi jest trudna, istnieje jedynie dzięki pobliskim kopalniom lub zasobom drewna. Rozwinął się także znaczący sektor wytwórczy, skoncentrowany w południowym Ontario i Quebecu, z przemysłem samochodowym i lotniczym na czele.
Kraj jest silnie zależny od powiązań handlu międzynarodowego, w szczególności handlu z USA. Traktaty o wolnym handlu z 1989 r. Canada-U.S. Free Trade Agreement (FTA) oraz z 1994 r. North American Free Trade Agreement (NAFTA: dołączył Meksyk) znacznie zwiększyły wolumen handlu i stopień integracji z USA. Od 2001 roku, kiedy to udało jej się uniknąć recesji, osiąga najlepsze wyniki gospodarcze w grupie krajów ówczesnej G8. Od połowy lat 90. rząd federalny Kanady ogłasza nadwyżki budżetowe i regularnie spłaca zadłużenie.

### Finanse
Walutą kraju jest dolar kanadyjski (Canadian Dollar / Dollar canadien, symbol – CAD lub CAN $). Jeden dolar kanadyjski dzieli się na sto centów kanadyjskich.
Powszechne kanadyjskie monety o wartości poniżej jednego dolara (5¢, 10¢, 25¢) wzorowane są na swoich amerykańskich odpowiednikach (zobacz: dolar amerykański) – ich wielkości i masy oraz ich nazwy są prawie identyczne. Różnią się natomiast specyficznym składem chemicznym oraz rysunkiem awersu i rewersu. Kanadyjskie monety 1$ (w obiegu od 1987) i 2$ (od 1996) nie są wzorowane na monetach amerykańskich. Oprócz standardowego zestawu monet opisanych powyżej w obiegu znajduje się cały szereg monet starszych, wycofywanych z obiegu oraz okolicznościowych.

### Rolnictwo
Dobre warunki klimatyczne i glebowe południowo-wschodniej Kanady uczyniły z niej kraj rolniczy. Znaczenie rolnictwa potęgowało się też w miarę przyrostu ludności zasiedlającej nowe tereny kraju. Pod koniec XIX wieku, kiedy dominium rozciągnęło swoją władzę nad całym obszarem zachodniej części kontynentu, rolnictwo stało się dominującą gałęzią kanadyjskiej gospodarki.
Dzięki urodzajnej glebie bezleśnych prerii w ciągu jednego tylko dziesięciolecia kolonizacji, od roku 1891 do 1901, w Manitobie, Saskatchewan i Albercie osiedliło się przeszło ćwierć miliona ludzi. W następnych trzydziestu latach w okresie szczytowego rozkwitu rolniczego prerii, od 1901 do 1931 roku, liczba ludności wzrosła prawie sześciokrotnie, a obszar pól uprawnych, który w roku 1881 wynosił tylko 18 355 500 ha, doszedł w 1931 roku do 66 009 000 ha. Dzięki temu Kanada wyprodukowała w 1901 roku 1 512 000 ton pszenicy, a w dziesięć lat później, w roku 1911 podwoiła swe plony, sięgające 3 590 000 ton.
W latach pięćdziesiątych ubiegłego stulecia Dominium zajmowało czwarte miejsce na świecie w ilości wyprodukowanej pszenicy po: Związku Radzieckim, Stanach Zjednoczonych i Chinach.

### Przemysł
Najbardziej na świecie rozwinięty przemysł drzewny i celulozowo-papierniczy. Generuje on 12% PKB. Ważną rolę odgrywa w gospodarce hutnictwo metali nieżelaznych: aluminium, niklu, miedzi, cynku, ołowiu. Kanada ma wysoko rozwinięty przemysł samochodowy (w roku 2007 z taśm produkcyjnych zjechały 1,342,133 samochody osobowe i 1,236,105 samochodów ciężarowych). Dobrze rozwinięty jest przemysł taboru kolejowego, chemiczny, elektrotechniczny, maszynowy, spożywczy.

### Transport
Kanada ma bardzo dobrze rozwinięty transport. Ma 1,4 miliona kilometrów dróg, 10 głównych lotnisk międzynarodowych, 300 mniejszych portów lotniczych, 72 093 kilometrów torów kolejowych i ponad 300 portów, które zapewniają dostęp do tras morskich przez Oceany: Atlantycki, Spokojny i Arktyczny, a także Wielkie Jeziora i Drogę Wodną Świętego Wawrzyńca. W 2005 r. udział transportu w tworzeniu PKB wynosił 4,2%. Transport w Kanadzie zarządzany jest przez ministerstwo transportu.
Według The World Factbook w Kanadzie jest łącznie 1 042 300 km dróg, z czego 415 600 km to drogi utwardzone, w tym 17 000 km drogi ekspresowe. W 2006 r. zarejestrowanych były w Kanadzie 19 499 843 pojazdy drogowe, z czego 96,1% stanowiły pojazdy o masie do 4,5 tony, 2,3% stanowiły pojazdy o masie pomiędzy 4,5 a 15 ton i 1,6% – pojazdy o masie powyżej 15 ton. Łącznie pojazdy te przejechały w 2006 r. 326,14 miliarda km, zużywając 31,1 miliarda litrów benzyny i 10,1 miliarda litrów oleju napędowego. Kanada ma bardzo dobre połączenia drogowe z 48 stanami USA i Alaską, którą w 1942 r. połączyła z Fort St. John w Kolumbii Brytyjskiej (zbudowana początkowo dla celów wojskowych) autostrada. W Kanadzie obowiązuje ruch prawostronny.

### Handel zagraniczny
W 2015 roku eksport z Kanady wyniósł 390 mld USD, a import 405 mld USD. Największą część eksportu stanowią ropa naftowa (13%) oraz samochody (12%). Głównie importowane są samochody (6,5%) i części do samochodów (4,9%).

#### Wymiana handlowa z Polską
W 2015 r. obroty handlowe Polski z Kanadą wyniosły 1,6 mld USD. Import z Polski do Kanady osiągnął poziom ok. 1,2 mld USD. Z Polski importuje głównie silniki turboodrzutowe, turbośmigłowe oraz inne turbiny gazowe (34,6%), surowe skóry futerkowe (20,8%). Eksport z Kanady do Polski osiągnął wartość ok. 372,8 mln USD. Głównymi produktami wyeksportowanymi do Polski były: układy scalone i mikroasemblery elektroniczne (12,7%), wały napędowe, korby, obudowy łożysk, łożyska ślizgowe, przekładnie zębate (5,8%).

## Demografia
Jeszcze w 1963 r. liczba mieszkańców Kanady wynosiła 19 milionów. Według spisu ludności z 2011 r. Kanadę zamieszkiwała rekordowa liczba 33 476 688 mieszkańców, co oznaczało wzrost o 7,9% w porównaniu z rokiem 2001. Głównymi czynnikami wzrostu są liczne osiedlanie się imigrantów na terytorium Kanady, a w mniejszym stopniu przyrost naturalny. Około 3/4 Kanadyjczyków mieszka w odległości do 150 km od granicy z USA. Najwięcej ludzi mieszka w dużych miastach, szczególnie w Toronto, Montrealu, Ottawie, Vancouver i ich przedmieściach.
Gęstość zaludnienia Kanady wynosi 3,5 osoby na km², co czyni Kanadę jednym z najrzadziej zaludnionych krajów na świecie. Najgęściej zaludnionym obszarem jest tzw. Korytarz Québec-Windsor położony wzdłuż linii o długości 1150 km między tymi miastami, w pobliżu Wielkich Jezior i Rzeki Świętego Wawrzyńca, w którym mieszka 57% ludności kraju.
Kanada jest krajem bardzo zróżnicowanym pod względem etnicznym. Według spisu ludności z 2001 r. w Kanadzie istnieją 34 grupy etniczne liczące po co najmniej 100 tys. osób. W 2001 r. 83% populacji (24 618 250 spośród 29 639 035 ankietowanych) zadeklarowało, że należy do rasy białej.
Największą grupą etniczną są Anglicy (20,2%), następnie Francuzi (15,8%), Szkoci (14,0%), Irlandczycy (12,9%), Niemcy (9,3%), Włosi (4,3%), Chińczycy (3,7%), Ukraińcy (3,6%), i rdzenni mieszkańcy Kanady (3,4%); choć aż 40% imigrantów uważa się za „Kanadyjczyków”. Liczba rdzennych mieszkańców Kanady rośnie niemal dwukrotnie szybciej niż cała populacja kanadyjska. W 2001 r. 13,4% Kanadyjczyków należało do „zauważalnych mniejszości”.
Kanada ma najwyższy na świecie wskaźnik imigracji per capita, napędzanej przez politykę gospodarczą oraz imigracyjne prawo rodzinne (jednoczenie rodzin). Kraj przyjmuje także dużą liczbę uchodźców. Nowoosiedlający się wybierają najczęściej aglomeracje Toronto, Vancouver i Montrealu. Duża część współczesnej imigracji kanadyjskiej pochodzi z Azji, głównie z Indii, Chin i Pakistanu. Jest to szczególnie widoczne w regionie Lower Mainland w Kolumbii Brytyjskiej. Na dużą skalę imigracją europejską do Kanady była tzw. emigracja solidarnościowa Polaków w czasie stanu wojennego w Polsce. W latach 2022–2024 Kanada przyjęła ćwierć miliona Ukraińców w ramach programu wiz awaryjnych, który przewidywał przyjęcie blisko miliona Ukraińców.

### Ludność Kanady
- Struktura wiekowa[64]:
  - Dzieci – 1 do 14 lat – 15,6%

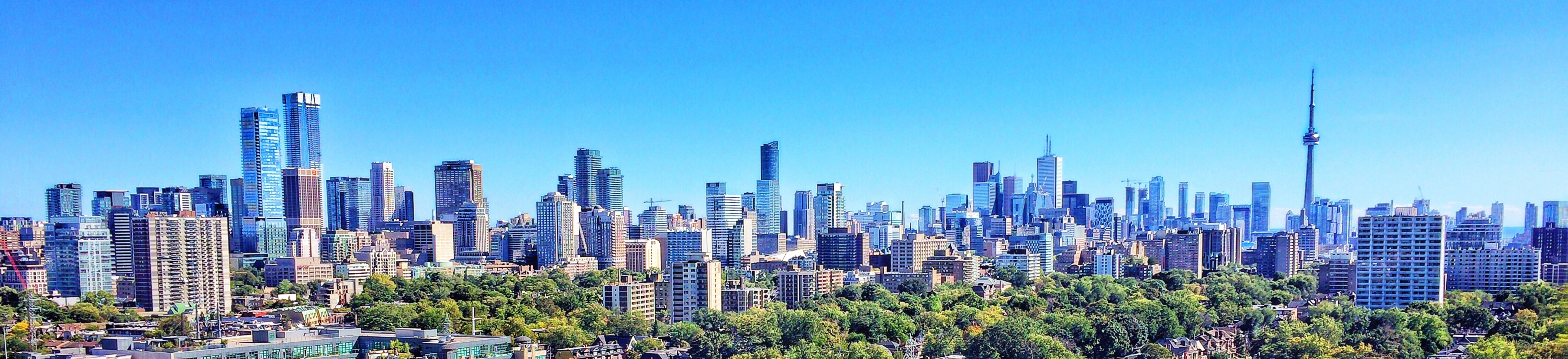
Toronto, Ontario to najbardziej zaludnione miejsce w Kanadzie z 2 956 024 mieszkańcami w mieście i 6 341 935 wraz z terenami podmiejskimi

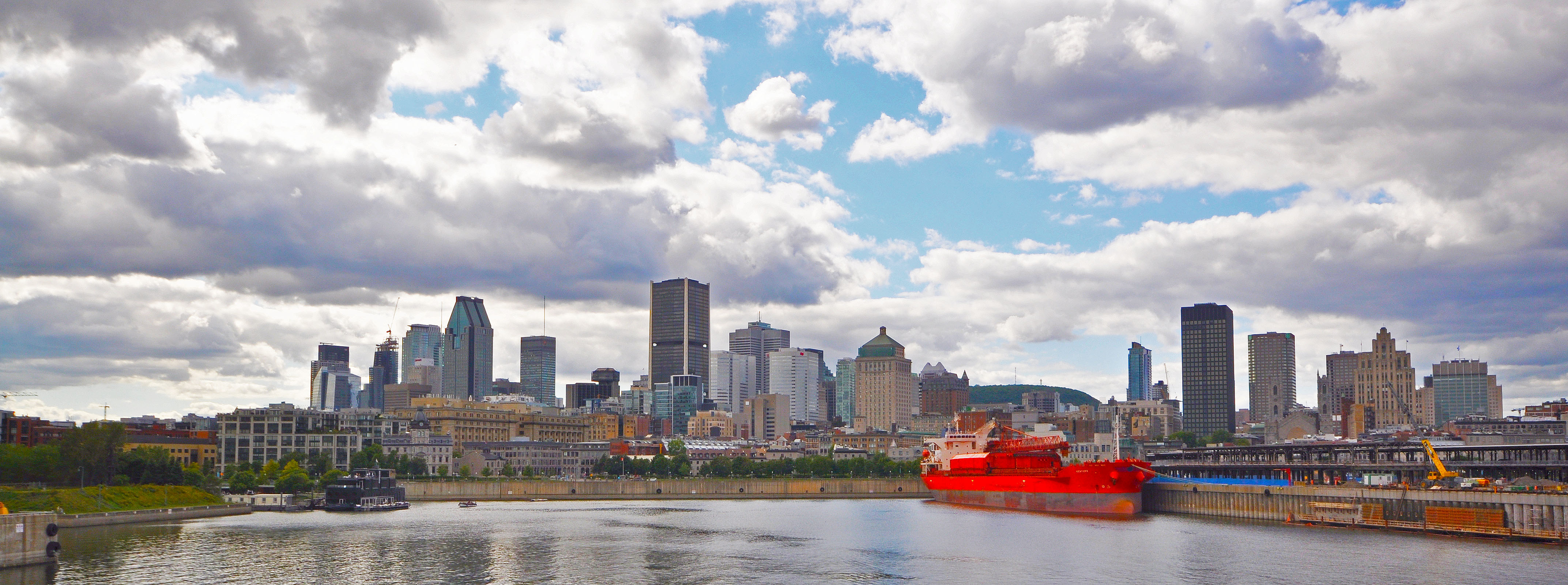
Populacja Montrealu w prowincji Quebec jest w przeważającej części francuskojęzyczna, ale w mieście istnieje również duża społeczność anglojęzyczna

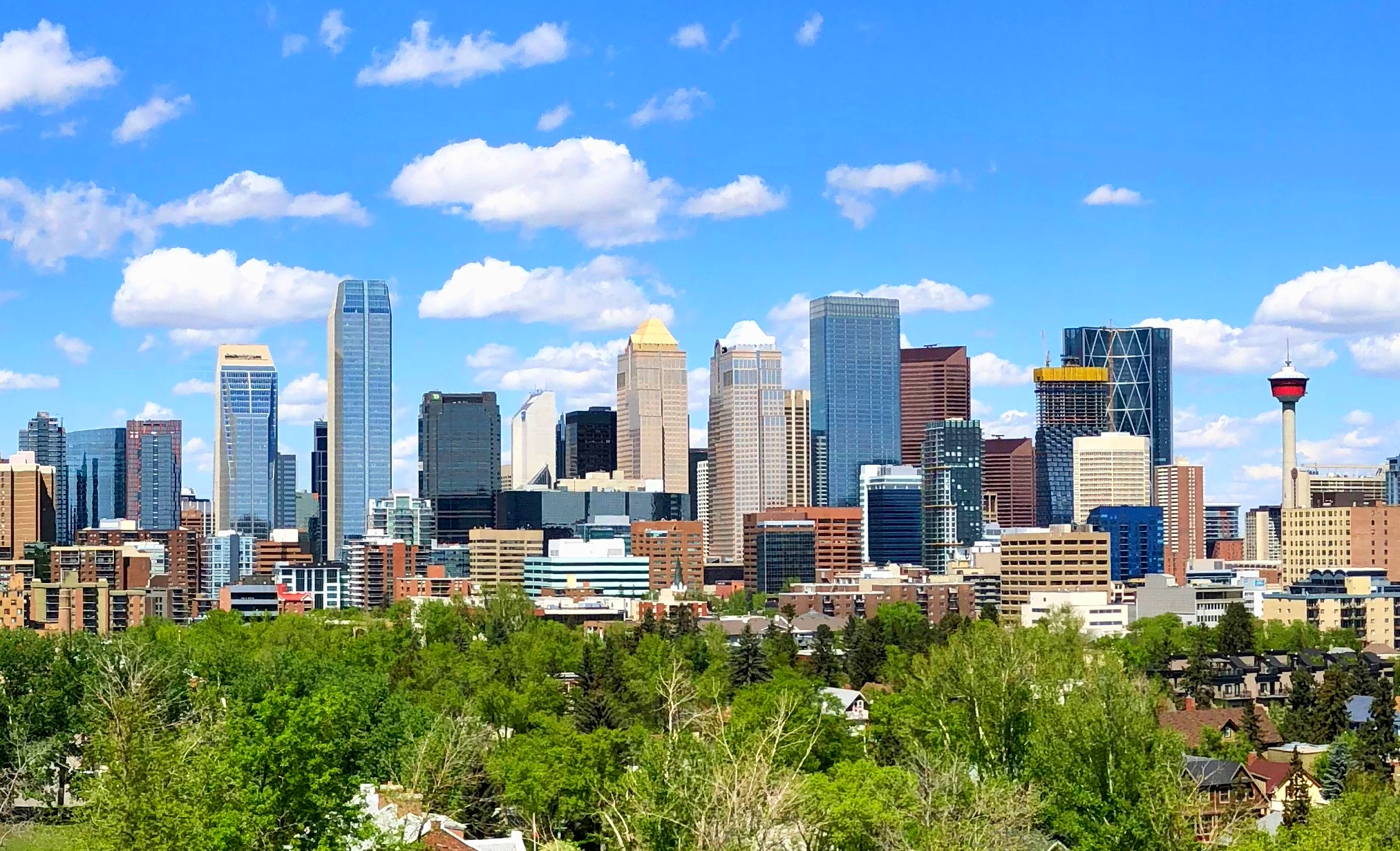
Calgary, Alberta

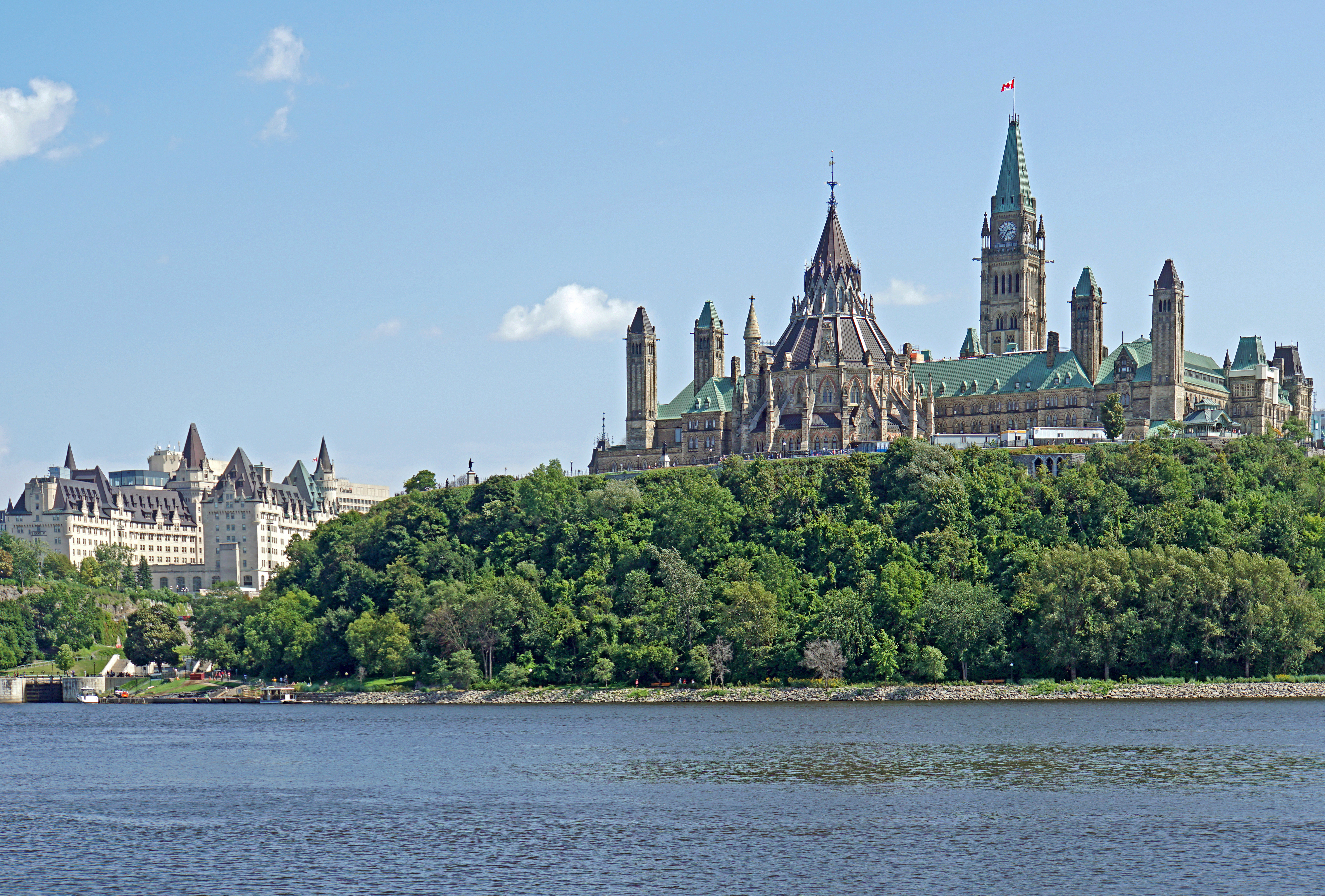
Ottawa, Ontario

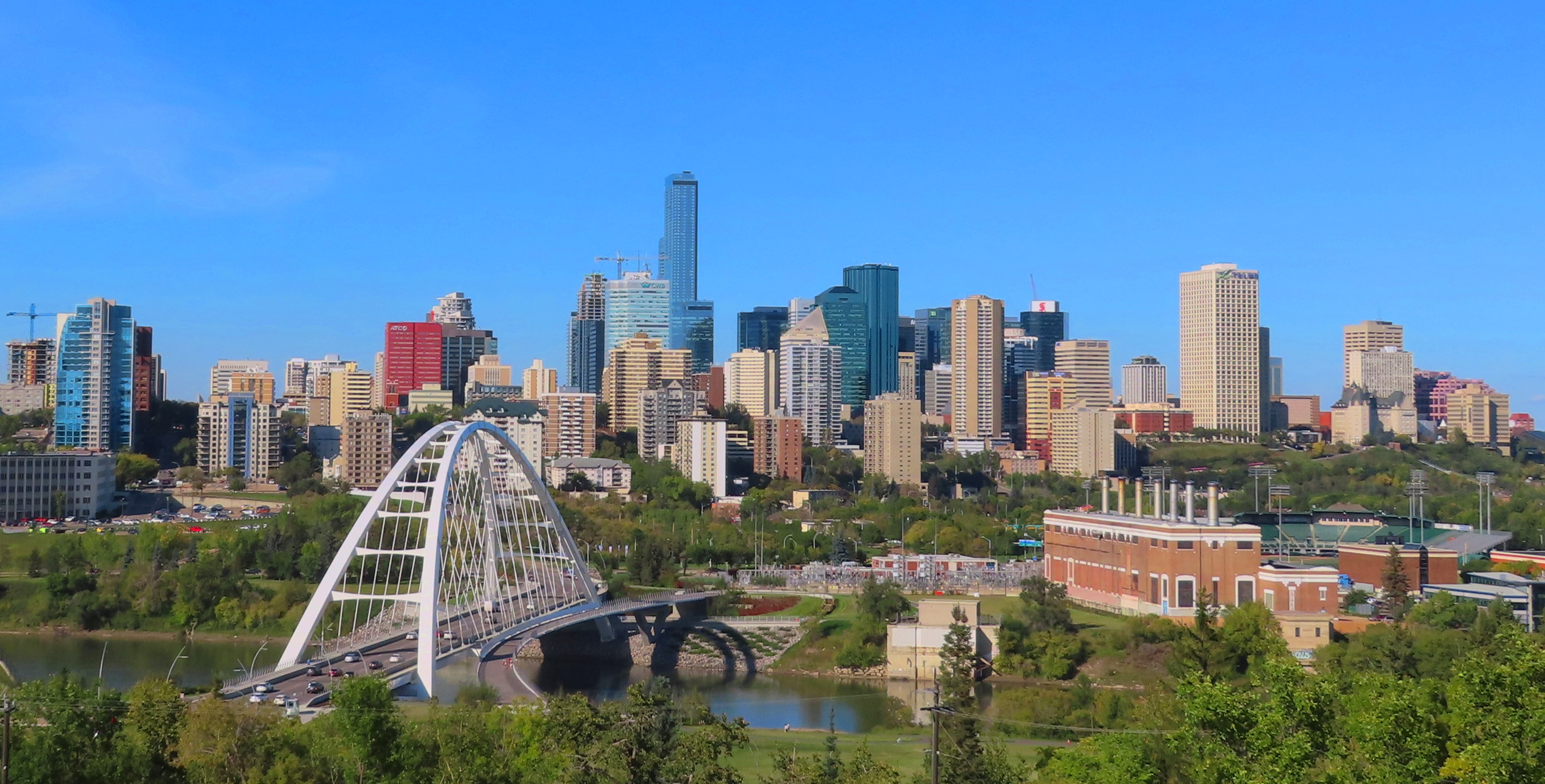
Edmonton, Alberta

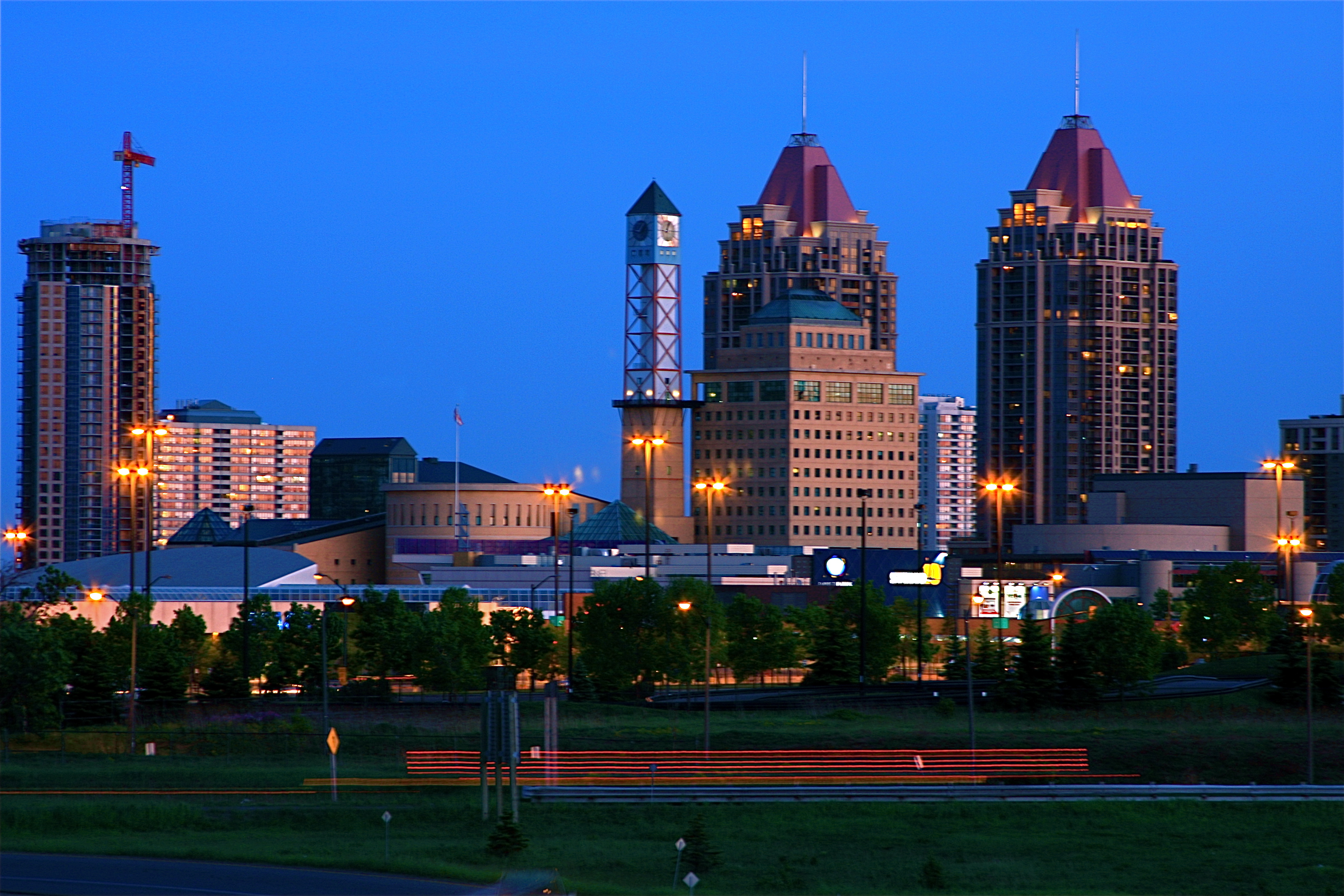
Mississauga, Ontario

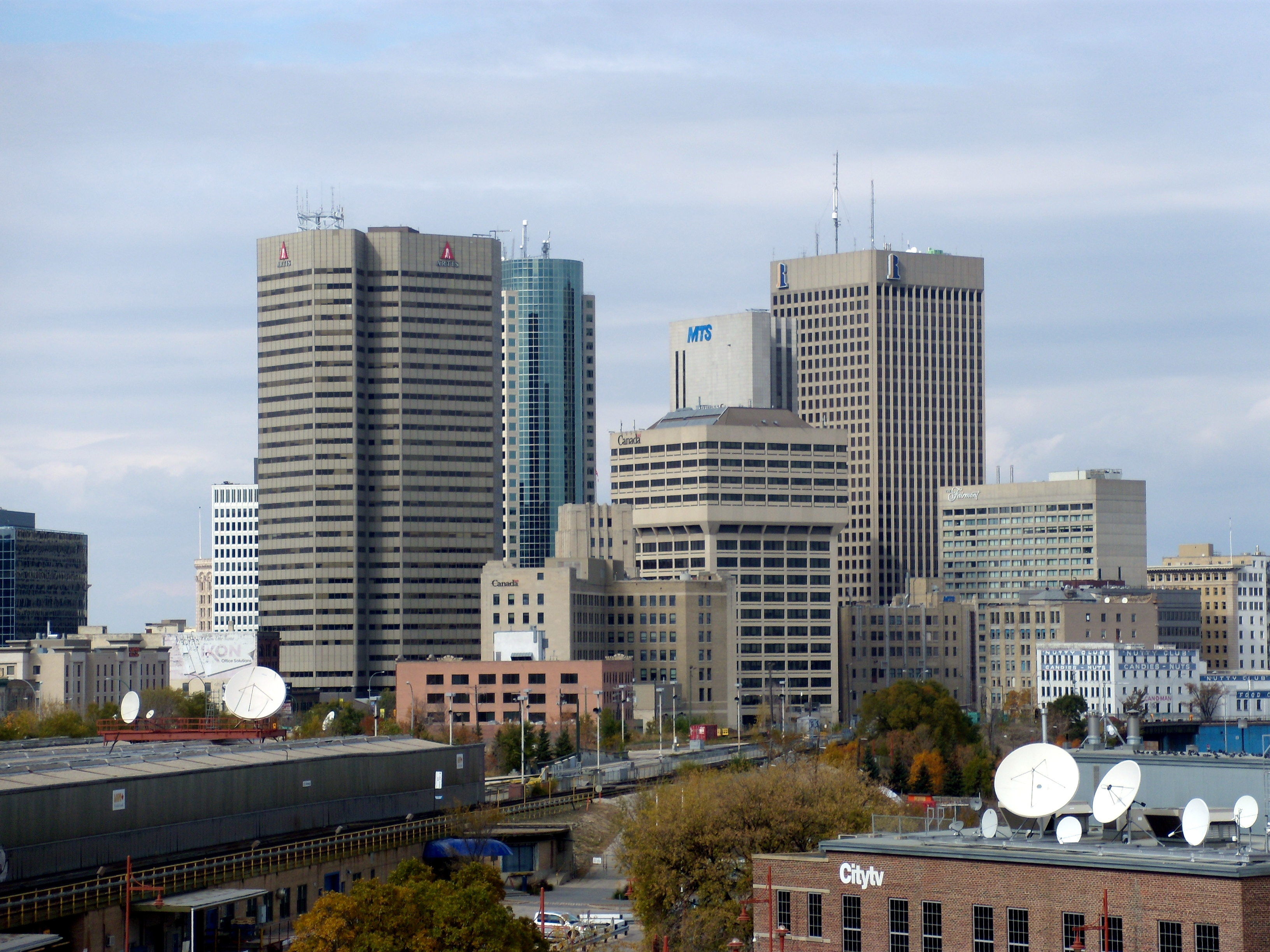
Winnipeg, Manitoba

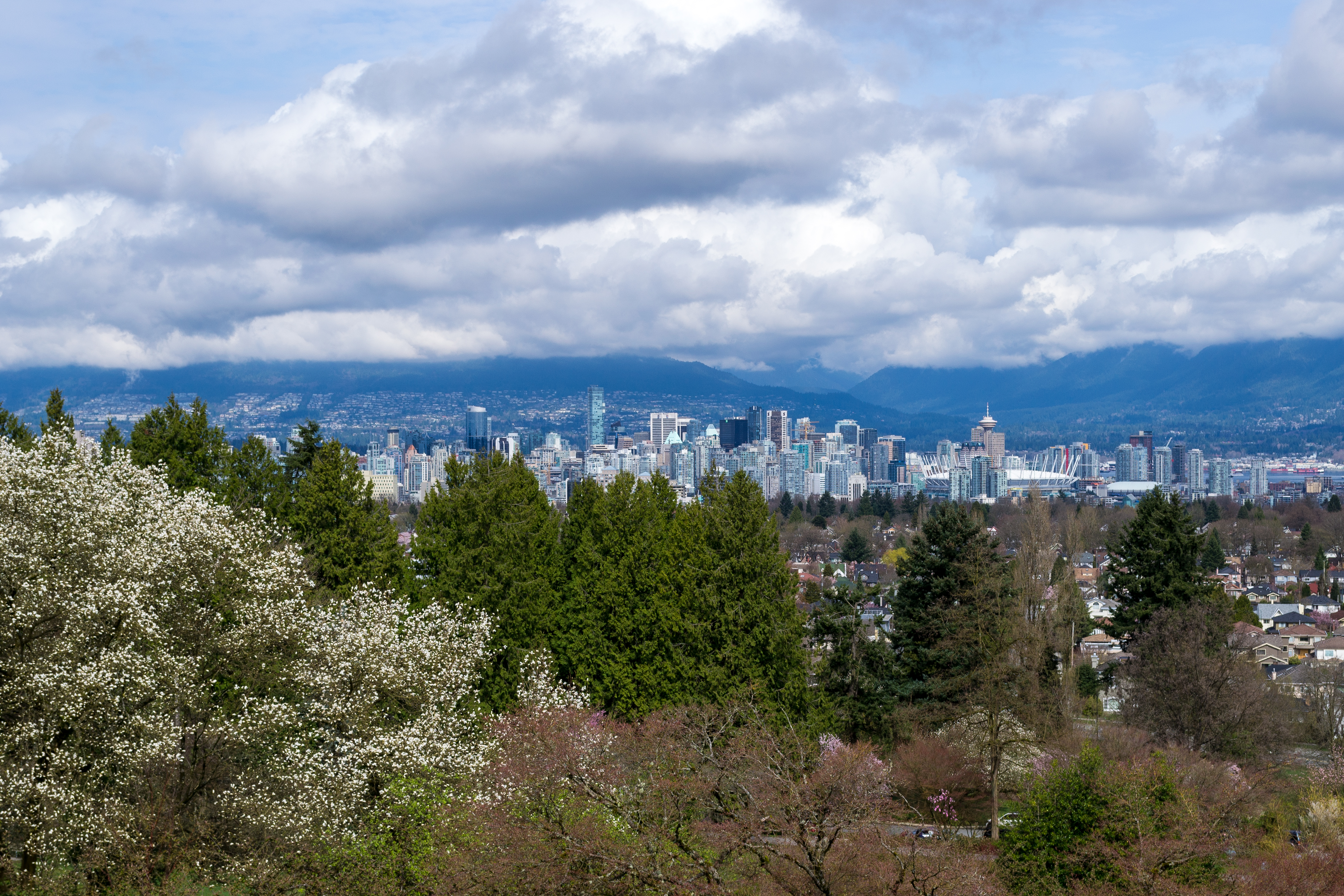
Vancouver, Kolumbia Brytyjska

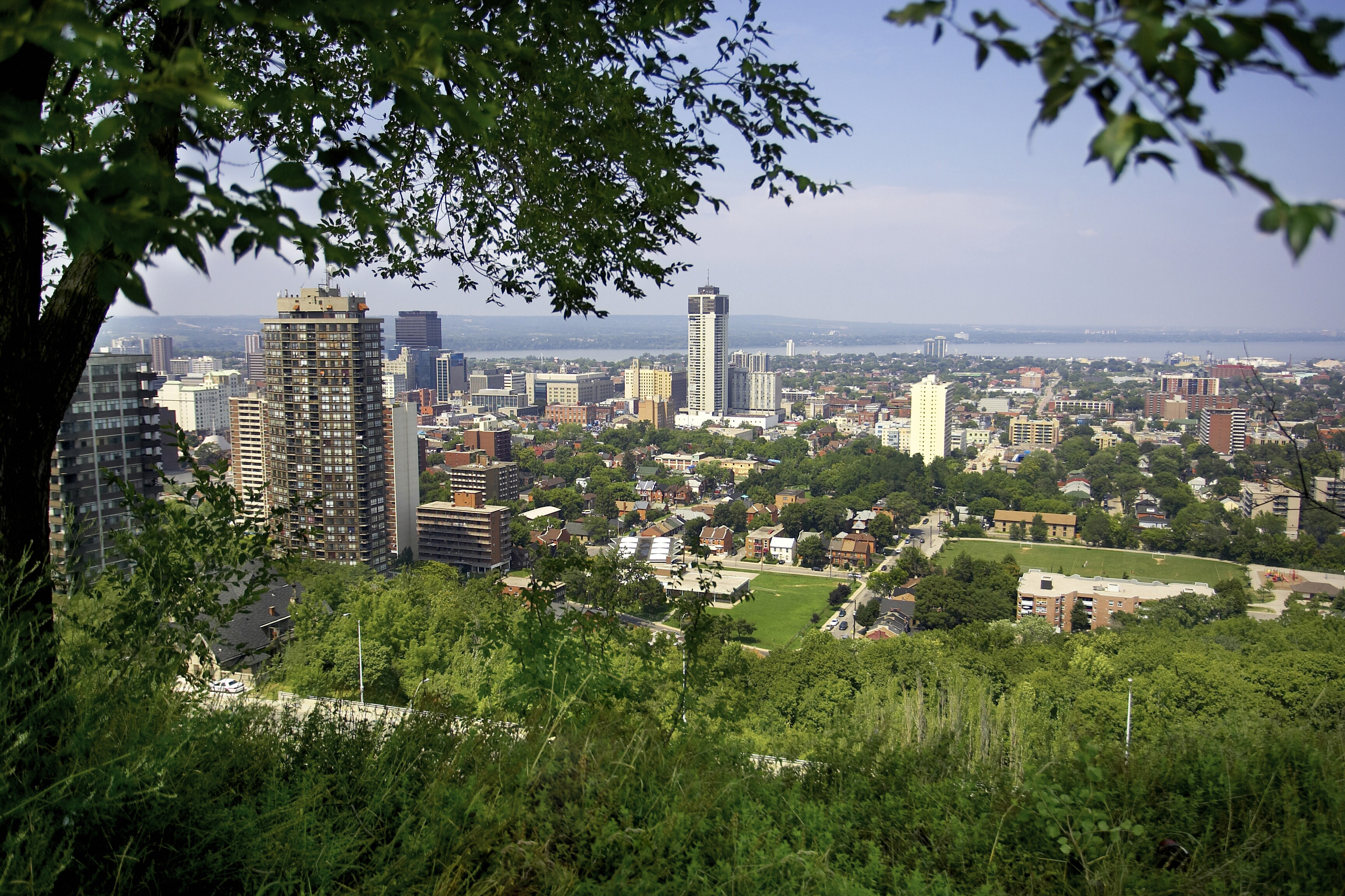
Hamilton, Ontario

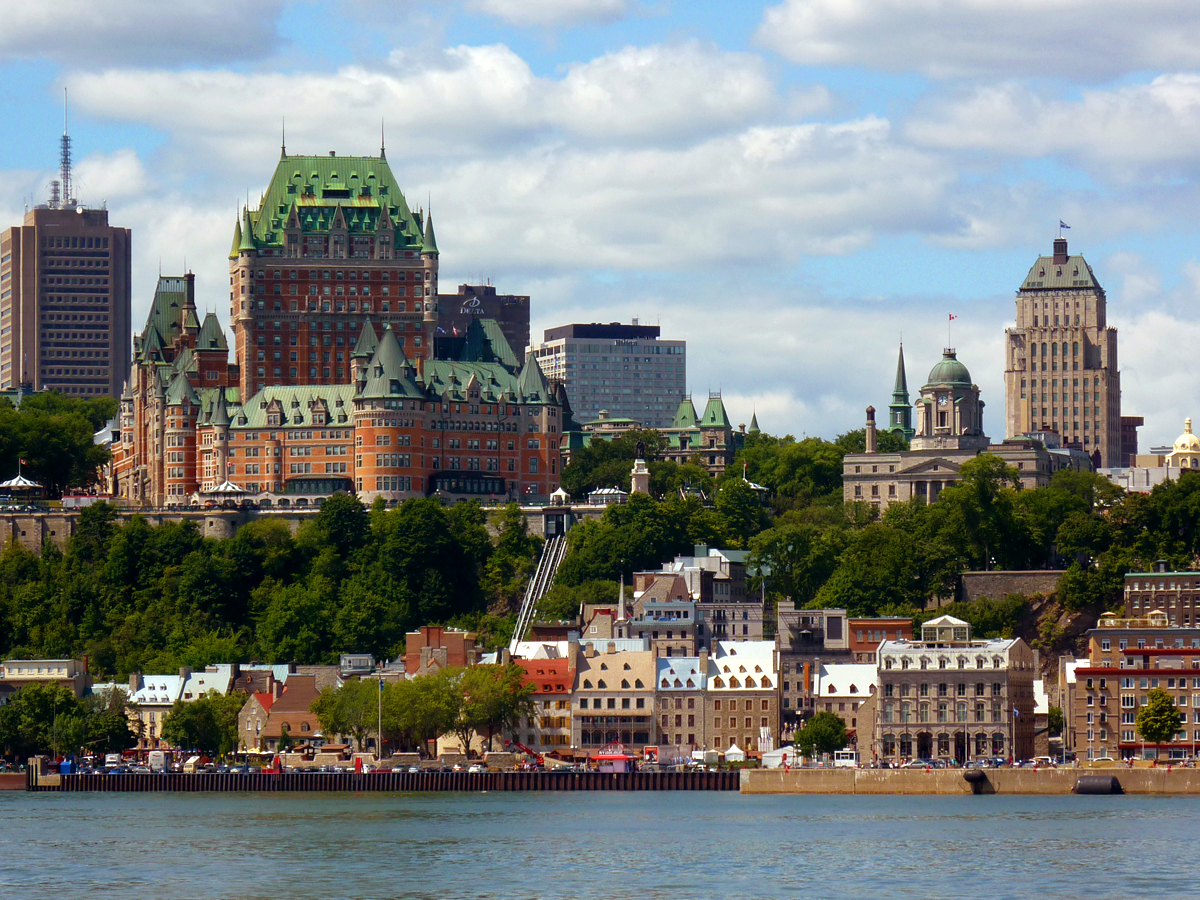
Quebec, Quebec (prowincja)

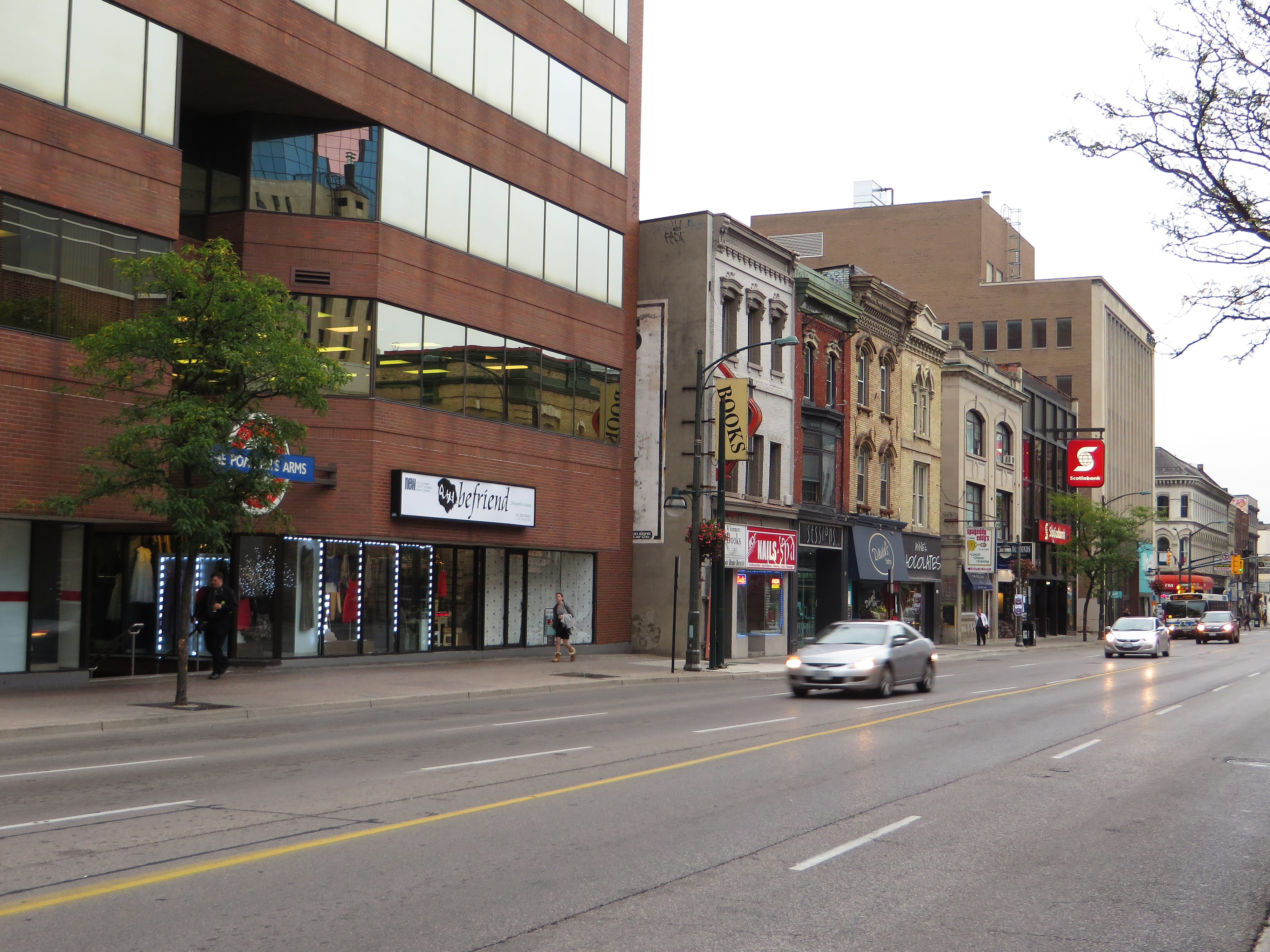
London, Ontario

  - Młodzież i dorośli w wieku produkcyjnym – 15 do 64 lat – 68,6%
  - Dorośli w wieku poprodukcyjnym – ponad 65 lat – 15,9%
- Przyrost naturalny: 0,794%
- Wskaźnik urodzin 10,28 urodzin/1000 osób
- Wskaźnik śmierci 7,98 śmierci/1000 osób
- Wskaźnik migracji 5,65 migracji/1000 osób
- Struktura płci:
  - przy urodzeniu – 1,056 mężczyzn/kobiet
  - poniżej 15 lat – 1,05 mężczyzn/kobiet
  - 15 do 64 lat – 1,02 mężczyzn/kobiet
  - ponad 64 lat – 0,78 mężczyzn/kobiet
  - w całej populacji – 0,98 mężczyzn/kobiet
- Śmiertelność noworodków – 4,92 śmierci/1000 urodzin
- Średnia długość życia
  - cała populacja – 81,45 lata
  - mężczyźni – 78,81 lata
  - kobiety – 84,1 lata
- Wskaźnik urodzin – 1,58 dzieci/kobietę

#### Polonia w Kanadzie
Według spisu powszechnego z 2001 posiadanie polskiego pochodzenia etnicznego (ethnic origins) zadeklarowało 817 085 osób (2,8% ludności kraju, z tego 260 415 deklarowało wyłącznie polskie pochodzenie). 208 375 zadeklarowało polski jako język ojczysty, a 118 415 jako język najczęściej używany w pracy.
Większość Polaków w Kanadzie zamieszkuje południowe Ontario. Znaczne skupiska Kanadyjczyków polskiego pochodzenia spotyka się także w prowincjach Manitoba, Saskatchewan, Alberta i Quebec, a mniejsze społeczności w pozostałych prowincjach. Stawia to polską społeczność w Kanadzie jako jedenastą co do wielkości (pomijając grupę niedeklarujących jakiegokolwiek pochodzenia). Polonia tworzy wyraźną kulturowo i stosunkowo silną ekonomicznie mniejszość, aczkolwiek jest wyraźnie niedoreprezentowana na wszystkich poziomach administracyjnych.
Do współczesnych polityków polskiego pochodzenia, działających w Kanadzie, należą:
- na poziomie federalnym:
  - Ted Opitz(inne języki) (MP Etobicoke Centre Ontario)
  - Władysław Lizoń (MP Mississauga East-Cooksville Ontario)
  - Ed Komarnicki(inne języki) (MP Souris-Mouse Mountain Saskatchewan)
  - Tom Lukiwski(inne języki) (MP Regina-Lumsden-Lake Centre Saskatchewan)
- na poziomie prowincjonalnym
  - B. Poniatowski (MPP Manitoba)
  - Ken R. Kowalski (MLA Alberta) Speaker of the Legislative Assembly
  - Thomas Lukaszuk (MLA Alberta) (jedyny MP/MLA/MPP urodzony na terytorium RP)
  - ks. D. Malinowski (MPP Manitoba)
  - Carl Paproski(inne języki) (MLA Alberta)
  - Walter Szwender(inne języki) (MLA Alberta)
  - Geo Topolinsky (MLA Alberta)
- na poziomie samorządowym:
  - Peter Milczyn (radny reprezentujący Etobicoke-Lakeshore w Toronto)
  - David Soknacki (radny reprezentujący Scarborough-East w Toronto)

W Kanadzie działa szereg organizacji polonijnych o różnym profilu. Przed władzami kanadyjskimi reprezentuje je Kongres Polonii Kanadyjskiej, zrzeszający większość z nich.
Historia Polonii kanadyjskiej i zagadnień związanych z tą grupą etniczną opisana jest w szeregu wydawnictw i artykułów prasowych. Z tych pozycji przytoczyć można:
- William Makowski: The Polish People in Canada (A visual history). Thundra Books (Montreal), 1987, ISBN 0-88776-189-5.
- Maria A. Jarochowska: Poza gniazdem (wizerunki emigrantki polskiej w Kanadzie w XX wieku). Polski Instytut Naukowy w Kanadzie (McGill University), Montreal 2006, ISBN 0-9692784-4-6.
- Polonia in Alberta 1895–1995 (The Polish Centennial in Alberta). red. zb., Kongres Polonii Kanadyjskiej, o/Alberta, Edmonton 1995, ISBN 1-55195-004-9.

### Największe miasta
W 2006 Kanada liczyła 29 miast o ludności przekraczającej 150 tys. mieszkańców. Dla porównania, prawie 70 lat wcześniej istniały tylko 2 miasta z ludnością >500 tys., 5 miast z ludnością 100–500 tys., 7 miast z ludnością 50–100 tys., 21 miast z ludnością 20–50 tys. i 35 miast z ludnością 10–20 tys.
| Lp. | Miasto        | Prowincja          | Liczba mieszkańców (2006) |
| --- | ------------- | ------------------ | ------------------------- |
| 1   | Toronto       | Ontario            | 2 503 281                 |
| 2   | Montreal      | Quebec             | 1 620 693                 |
| 3   | Calgary       | Alberta            | 1 042 892                 |
| 4   | Ottawa        | Ontario            | 812 129                   |
| 5   | Edmonton      | Alberta            | 730 371                   |
| 6   | Mississauga   | Ontario            | 668 549                   |
| 7   | Winnipeg      | Manitoba           | 633 451                   |
| 8   | Vancouver     | Kolumbia Brytyjska | 578 041                   |
| 9   | Hamilton      | Ontario            | 504 559                   |
| 10  | Quebec        | Quebec             | 491 142                   |
| 11  | Brampton      | Ontario            | 433 806                   |
| 12  | Surrey        | Kolumbia Brytyjska | 394 976                   |
| 13  | Halifax       | Nowa Szkocja       | 372 679                   |
| 14  | Laval         | Quebec             | 368 709                   |
| 15  | London        | Ontario            | 352 395                   |
| 16  | Markham       | Ontario            | 261 573                   |
| 17  | Gatineau      | Quebec             | 242 124                   |
| 18  | Vaughan       | Ontario            | 238 866                   |
| 19  | Longueuil     | Quebec             | 229 330                   |
| 20  | Windsor       | Ontario            | 216 473                   |
| 21  | Kitchener     | Ontario            | 204 668                   |
| 22  | Burnaby       | Kolumbia Brytyjska | 202 799                   |
| 23  | Saskatoon     | Saskatchewan       | 202 340                   |
| 24  | Regina        | Saskatchewan       | 179 246                   |
| 25  | Richmond      | Kolumbia Brytyjska | 174 461                   |
| 26  | Oakville      | Ontario            | 165 613                   |
| 27  | Burlington    | Ontario            | 164 415                   |
| 28  | Richmond Hill | Ontario            | 162 704                   |
| 29  | Sudbury       | Ontario            | 157 857                   |
| 30  | Sherbrooke    | Quebec             | 147 427                   |

### Język
W Kanadzie obowiązują dwa języki oficjalne: angielski i francuski. Dwujęzyczność Kanady jest prawem ustanowionym w Kanadyjskiej Karcie Praw i Swobód, ustawie o językach oficjalnych i Regulacjach o języku oficjalnym; nad ich realizacją czuwa Komisarz ds. języków oficjalnych (ang. Commissioner of Official Languages, fr. Commissaire aux langues officielles). Oba języki mają równy status w sądach federalnych, Parlamencie, oraz innych instytucjach federalnych. Tam gdzie istnieje wystarczające zapotrzebowanie, mieszkańcy mają prawo do otrzymywania wszelkich usług związanych z rządem w języku angielskim bądź francuskim. Oficjalne mniejszości językowe mają prawo do własnego szkolnictwa we wszystkich prowincjach i terytoriach.
Angielski i francuski są językami ojczystymi dla odpowiednio 59,7% i 23,2% populacji oraz językami najczęściej używanymi w domach dla odpowiednio 68,3% i 22,3% osób. Aby otrzymać obywatelstwo, należy znać angielski lub francuski. 98,5% Kanadyjczyków umie posługiwać się jednym z nich – 67,5% tylko angielskim, 13,3% tylko francuskim, a 17,7% obydwoma. Społeczności oficjalnych języków – angielskiego i francuskiego, określone na podstawie deklaracji ankietowanych o ich pierwszym języku oficjalnym, stanowią odpowiednio 73,0% i 23,6% populacji.
Chociaż 85% francuskojęzycznych Kanadyjczyków mieszka w Quebecu, to znaczące populacje frankofońskie zamieszkują też Ontario i południową Manitobę, zaś Akadyjczycy – północne rejony Nowego Brunszwiku. Najliczniejsza populacja francuska poza Quebekiem żyje w Ontario. Karta Języka Francuskiego Quebecu stanowi, iż jest to tamtejszy język oficjalny, zaś Nowy Brunszwik jest jedyną prowincją, w której zapis o oficjalnej dwujęzyczności znalazł się w konstytucji. Inne prowincje nie mają oficjalnego języka (języków), ale francuski używany jest obok angielskiego w oświacie, sądownictwie i innych instytucjach rządowych. Manitoba, Ontario i Quebec zezwalają na używanie, tak angielskiego, jak i francuskiego w legislaturach tych prowincji, a ich prawa stanowione są w obu językach. W Ontario francuski ma elementy statusu języka oficjalnego, ale nie jest językiem w pełni równorzędnym z angielskim. Na Terytoriach Północno-Zachodnich status oficjalny mają języki tubylcze, a w Nunavut językiem większości – i jednym z trzech oficjalnych języków terytorium – jest inuktitut.
W Kanadzie dominujący język angielski jest formą pośrednią między brytyjską a amerykańską angielszczyzną. Pisownia jest zasadniczo brytyjska, np. rzeczownik kolor lub środek zapisywany jest tak jak w brytyjskim angielskim colour i centre, a nie color czy center jak w amerykańskim. Występuje tu jednak szereg regionalnych akcentów, lecz są bardziej one zbliżone do akcentów amerykańskich z sąsiednich rejonów.
Język francuski w Kanadzie różni się natomiast od standardowego akcentem oraz słownictwem. Ze względu na długotrwałą izolację zachował pewne cechy archaiczne.
Istotną rolę w Kanadzie odgrywają także języki nieurzędowe – 5 202 245 ludzi deklaruje jeden z nich jako podstawowy. Najważniejsze z nich to: chiński (ojczysty dla 853 745 ludzi), włoski (469 485), niemiecki (438 080), oraz pendżabski (271 220).
Liczba ludności Kanady posługująca się danym językiem, według statystyk w 2001 roku (mowa tu o języku ojczystym):
1. angielski (oficjalny) – 17 352 315 mówiących
2. francuski (oficjalny) – 6 703 325
3. chiński (wszystkie warianty włączone) – 853 745
4. włoski – 469 485
5. niemiecki – 438 080
6. pendżabski – 271 220
7. hiszpański – 245 495
8. portugalski – 213 815
9. polski – 208 375
10. arabski – 199 940
11. tagalog – 174 060
12. ukraiński – 148 085
13. niderlandzki – 128 670
14. wietnamski – 122 055
15. grecki – 120 360

### Religia
Zróżnicowanie religijne wśród Kanadyjczyków jest znaczne. Według spisu ludności w 2021 roku 53,3% Kanadyjczyków było chrześcijanami, w porównaniu z 67,3% w roku 2011. Spośród nich katolicy byli w tej grupie najliczniejsi i stanowili 29,9% ogółu Kanadyjczyków. Najliczniejszym wyznaniem protestanckim był Zjednoczony Kościół Kanady (United Church of Canada), do którego należało 3,3% populacji kraju. Ponadto w Kanadzie wielowiekową społeczność protestancką stanowili także anglikanie (3,1%), baptyści (1,2%), luteranie (0,9%) i prezbiterianie (0,8%). Spośród pozostałych chrześcijan widoczni byli również prawosławni (1,7%) i zielonoświątkowcy (1,1%). W spisie z 2021 roku rekordowa liczba chrześcijan (3,3 mln – 9,2%) nie określiła swojego wyznania, co obok migracji i sekularyzacji, było jedną z głównych przyczyn strat większości wyznań chrześcijańskich. Pozostałe 12,1% wierzących związanych było z innymi religiami niż chrześcijaństwo: w tym 4,9% to muzułmanie, 2,3% hinduiści, 2,1% sikhowie, 1,0% buddyści a 0,9% Żydzi. 34,6% zadeklarowało brak przynależności religijnej.
Ze względu na znaczną różnorodność wyznaniową zróżnicowana jest także religijność Kanadyjczyków. Spośród narodów anglosaskich Kanadyjczycy są znacznie mniej religijnym narodem niż Amerykanie, ale także mniej zsekularyzowanym, niż Australijczycy, Nowozelandczycy i Brytyjczycy. Wśród chrześcijan, zwłaszcza tradycji protestanckiej, dominuje podobna do europejskiej obojętność religijna, szczególnie w dużych ośrodkach miejskich, osadach w obszarach subpolarnych, w Kolumbii Brytyjskiej i Jukonie, a udział w regularnych praktykach religijnych ogranicza się jedynie do niewielkiej części konserwatywnych i mocno wierzących grup społecznych. Również katolicy powszechnie nie wykazują postaw dogmatycznych, nawet w tradycyjnie katolickim Quebecu, w którym wraz z postępującą sekularyzacją rosną nastroje antyklerykalne. W Kanadzie na co dzień w życiu publicznym nie zauważa się jakichkolwiek przejawów religijnych. Znaczna część budynków kościelnych w niedziele świeci pustkami, a księża i pastorzy rzadko zakładają szaty swojej profesji. Udział w praktykach religijnych wśród Kanadyjczyków waha się od ok. 6–8% w Jukonie, Kolumbii Brytyjskiej i Quebecu i dużych ośrodkach miejskich, do 25% w wiejskich obszarach Alberty, południowej Manitobie i niektórych obszarach Ontario. To więcej, niż wśród Australijczyków, Nowozelandczyków i Brytyjczyków, gdzie udział w praktykach religijnych wynosi 5–10%, ale mniej, niż wśród Amerykanów, gdzie regularnie praktykuje 35–40% społeczeństwa. Spadek uczestnictwa w niedzielnych nabożeństwach, malejąca liczba zawieranych kościelnych związków małżeńskich, chrztów i pogrzebów postępują w podobnie szybkim tempie, co w niektórych krajach Europy. Z drugiej strony znaczna część imigrantów pielęgnuje własne tradycje i często określana jest jako regularnie praktykująca. Najwięcej takich postaw przejawia się wśród katolików pochodzenia irlandzkiego, polskiego i włoskiego, prawosławnych Ukraińców oraz muzułmanów, ortodoksyjnych Żydów, hinduistów i sikhów. Również zaangażowani w życie religijne są wyznawcy młodych ruchów religijnych, np. mormoni, Świadkowie Jehowy czy zielonoświątkowcy.

### Służba zdrowia
System kanadyjski, określany mianem „społeczne ubezpieczenie zdrowotne”, finansowany jest z federalnego budżetu państwa, a za jego zarządzanie odpowiedzialne są prowincje. Początkowo powszechnie chwalony za niskie koszty administracyjnej obsługi i rzeczywistą realizację zasady równego dostępu do świadczeń dla wszystkich, ostatnio – ze względu na rosnące koszty opieki zdrowotnej – boryka się ze znanymi innym „uspołecznionym służbom zdrowia” problemami: koniecznością ograniczenia zakresu dostępnych świadczeń i wydłużającymi się kolejkami oczekujących.
Organizacja opieki zdrowotnej w Kanadzie opiera się na pięciu głównych zasadach: uniwersalności (realne i równe uprawnienia do korzystania ze świadczeń zdrowotnych dla wszystkich obywateli i legalnie przebywających cudzoziemców), kompleksowości (konieczność udzielania wszystkich medycznie uzasadnionych świadczeń), przenośności (zachowywanie pełnych uprawnień w momencie zmiany miejsca zamieszkania na terytorium innej prowincji), dostępności oraz publicznego administrowania. Nieliczne świadczenia specjalistyczne, których wykonanie nie jest objęte gwarancjami publicznymi, mogą być przedmiotem ubezpieczeń prywatnych. Ze względu na konieczne dla uzdrowienia systemu ograniczanie w wydatkowaniu publicznych pieniędzy i powodowane przez to stopniowe wyłączanie kolejnych świadczeń z listy gwarantowanych, rola ubezpieczeń prywatnych w systemie stopniowo wzrasta. Podstawowe wskaźniki określające poziom rozwoju opieki stacjonarnej najbliższe są poziomom osiąganym w Wielkiej Brytanii.

### Przestępczość
Zgodnie z kanadyjską konstytucją, prawo do ustanawiania przepisów prawa karnego i postępowania karnego należy do rządu federalnego. Za egzekwowanie prawa odpowiedzialne są prowincje, podczas gdy uprawnienia do ścigania wykroczeń należą do rządu federalnego. Prawo jest jednolite w całym kraju. W 2006 r. było 2 452 787 przestępstw zgłoszonych, z czego 48% stanowiły przestępstwa związane z własnością a 12,6% przestępstw stanowiły brutalne zbrodnie. Na 100 000 obywateli zgłoszonych zostało 7518 incydentów. Najniższą stopę przestępczości w 2006 r. miała prowincja Ontario z 5689 zgłoszeniami na 100 000 obywateli, następnie Quebec z 5909 zgłoszeniami. Najwyższe dane o przestępstwach ma Saskatchewan z 13 711 zgłoszeniami. Miastem o najwyższym poziomie przestępczości jest Saskatoon. Quebec, Trois-Rivières, Saguenay (wszystkie w prowincji Quebec) mają najniższe wskaźniki przestępczości w porównaniu do wszystkich miast.
Do posiadania broni palnej potrzebne jest zezwolenie, które zezwala także do użycia jej w sytuacjach koniecznych do ochrony życia, lecz pozwolenia te wydawane są bardzo rzadko. Posiadanie wielu rodzajów broni palnej jest w Kanadzie zakazane lub ograniczone. Jedna trzecia kanadyjskich morderstw dokonywana jest z użyciem broni palnej.
W roku 2005 w Kanadzie było 61 050 funkcjonariuszy policji. Średnio na jednego funkcjonariusza policji przypada 500,1 obywateli. Dane te są znacznie niższe niż w większości krajów rozwiniętych. Tak mało funkcjonariuszy policji ma tylko Japonia i Szwecja.
Kanada ma stosunkowo niskie kary za wiele przestępstw. Od 1970 r. w Kanadzie nie obowiązuje już kara śmierci. W 2001 roku w kanadyjskich więzieniach przebywało około 32 000 osób, czyli 0,13% ogółu ludności. Wskaźnik ten jest niższy od średniej europejskiej, która wynosi 0,2%.

## Oświata
Za edukację odpowiedzialne są w Kanadzie rządy prowincji i terytoriów, dlatego nie istnieje federalne ministerstwo edukacji. Każdy z trzynastu systemów edukacji jest podobny do pozostałych, ale odzwierciedla warunki historyczne, kulturowe i geograficzne danego regionu. Obowiązkowi edukacyjnemu podlegają dzieci w wieku od 5–7 lat do 16–18 lat w zależności od prowincji, skutkiem czego szacuje się, że w społeczeństwie żyje poniżej jednego procenta analfabetów. Dalsza edukacja (postsecondary) również pozostaje w gestii rządów regionalnych, które pokrywają większość wydatków z nią związanych. Rząd federalny zapewnia dodatkowe środki w formie grantów naukowo-badawczych. W 2002 roku 43% Kanadyjczyków w wieku od 25 do 64 lat legitymowało się wykształceniem na poziomie wyższym; odsetek ten był jeszcze większy dla ludności w wieku od 25 do 34 lat i wynosił 51%.
W Kanadzie obowiązuje trzystopniowy system edukacyjny.

### Szkoły podstawowe
W angielskim nazywane elementary school lub primary school. Nauka zaczyna się w wieku czterech lat od tak zwanej junior kindergarten, by ją kontynuować w senior kindergarten. W tych dwóch klasach dzieci uczą się alfabetu, liczb oraz zasad zachowania w grupie. Prawdziwa nauka rozpoczyna się w klasie pierwszej i trwa osiem lat. W tym czasie uczniowie zdobywają podstawowe wiadomości ze wszystkich dziedzin nauczania.

### Szkoły średnie
W Kanadzie nie istnieje szkolnictwo zawodowe na poziomie średnim. Wszystkie szkoły średnie mają profil ogólnokształcący. Szkoła średnia trwa cztery lata. W niektórych prowincjach istnieje dodatkowy piąty rok dla uczniów chcących kontynuować naukę na uniwersytetach. Obowiązek szkolny w szkołach średnich zależy od lokalnych, prowincjonalnych regulacji, lecz obowiązuje zwykle do drugiej klasy szkoły średniej. Osoby kończące edukację na tym poziomie nazywane są dropouts. Poziom nauczania w szkołach średnich zależy od warunków lokalnych i może się bardzo zmieniać. Edukacja średnia nie kończy się żadnym egzaminem końcowym, natomiast każdy przedmiot kończy się zaliczeniem. Ocena z takiego zaliczenia, która jest wypadkową ocen z prac domowych i standardowych testów, ma charakter procentowy. Sumaryczna ocena ucznia także wyrażana jest w procentach i jest średnią z wszystkich ocen cząstkowych.
Wewnątrz szkół istnieje podział uczniów według uzdolnień. Prowadzone są klasy w trzech profilach – zwykłym – trade, dla uczniów nie zamierzających kontynuować nauki na poziomie wyższym, akademickim – academic, dla tych, którzy zamierzają studiować, oraz international dla najzdolniejszych, otrzymujących międzynarodową maturę.

### Systemy edukacyjne
W Kanadzie istnieją dwa lub trzy systemy szkolne – publiczny i prywatny lub publiczny, katolicki i prywatny. System katolicki jest dotowany ze środków publicznych na równi z federalnym.

### Szkoły wyższe i zawodowe
Uczniowie nie zamierzający studiować kontynuują naukę, jednocześnie pracując w trybie czeladniczym.
Wyższe instytucje edukacyjne dzielą się na community college i uniwersytety. College wydają certyfikaty i dyplomy, natomiast uniwersytety stopnie naukowe B.Sc – Bachelor of Science lub Art (licencjat lub bakałarz) oraz podyplomowe M.Sc, M.A. lub M. Eng. Master of Science, Art lub Engineering – Magister, oraz PH.D – Philosophy Doctor – Doktor Nauk.

## Kultura i sztuka

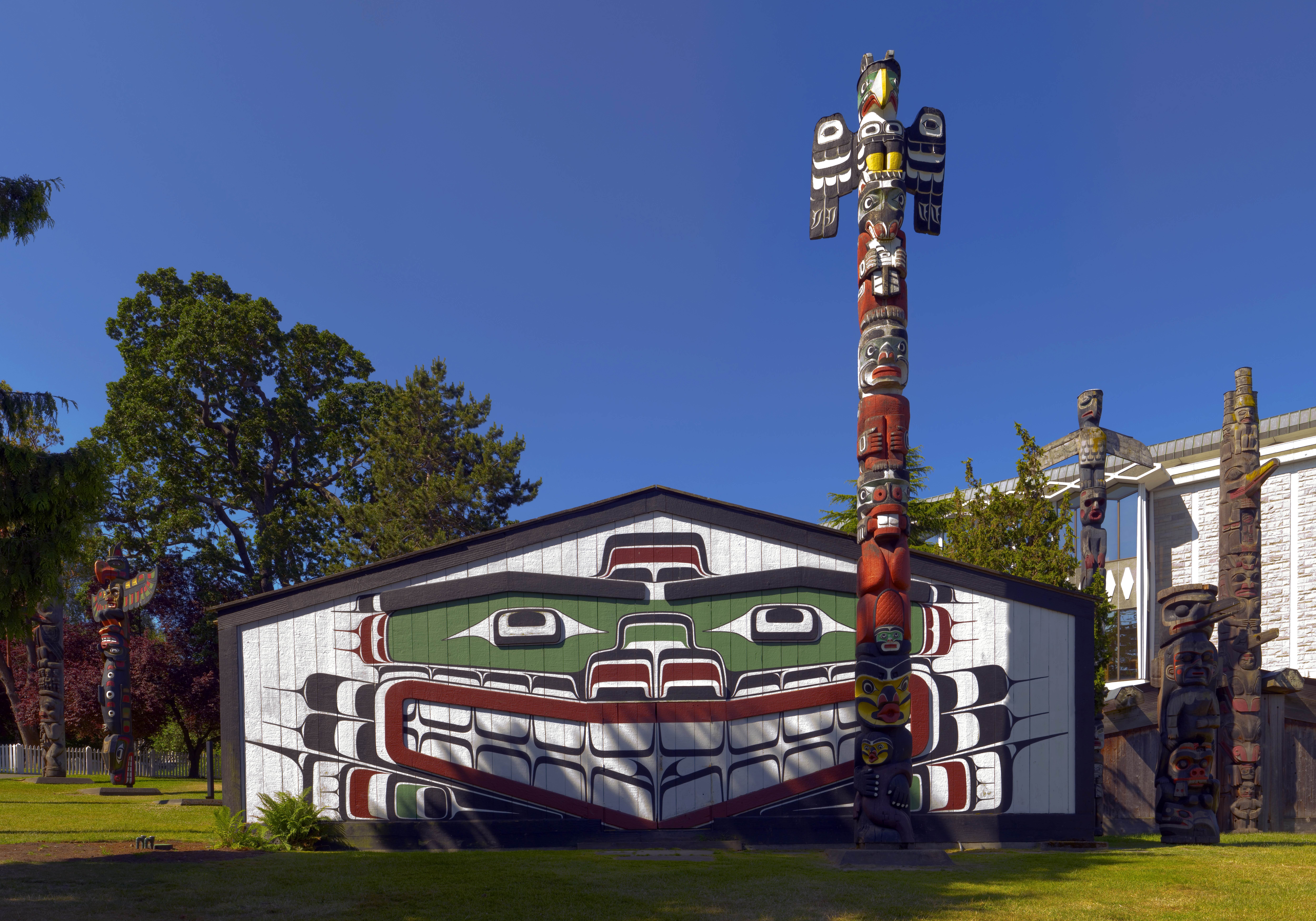
Totem Kwakwaka’wakw i tradycyjny „big house” (wielki dom) w Victorii, BC

Duży wpływ na kulturę kanadyjską miały kultura kolonizatorów (kultura brytyjska i francuska), a w mniejszym stopniu kultura i tradycje rdzennych mieszkańców. Ze względu na liczne migracje między dwoma krajami znaczny wpływ na kulturę kanadyjską miała także kultura amerykańska. Amerykańskie media i sposoby rozrywki są bardzo popularne w Kanadzie; i odwrotnie – wiele kanadyjskich produktów kultury odnosi sukces nie tylko w USA, ale i na całym świecie.
Wybitne dzieła kanadyjskiej kultury są chronione i wspierane przez programy rządowe, ustawy i instytucje, takie jak: Kanadyjska Spółka Transmisyjna (Canadian Broadcasting Corporation), Narodowy Zarząd Filmu w Kanadzie (National Film Board of Canada) i Kanadyjska Komisja Radiowo-Telewizyjno-Komunikacyjna (Canadian Radio-television and Telecommunications Commission).
Kanada jest krajem o znacznej powierzchni, a co się z tym wiąże jest bardzo zróżnicowana pod względami etnicznym i kulturowym. Poruszając się pomiędzy różnymi regionami czy prowincjami, można zauważyć znaczące różnice w zwyczajach i kulturze. Jednym z czynników mających znaczny wkład w kulturę kanadyjską byli i nadal są emigranci przybywający z całego świata. Wielu Kanadyjczyków postrzega kulturę ich państwa jako nierozerwalnie wiążącą się z wielokulturowością ich państwa (termin opracowany przez zamieszkałego w Australii profesora Jerzego Zubrzyckiego). Wielokulturowe dziedzictwo Kanady opisane jest w rozdziale 27 Kanadyjskiej Karty Praw i Swobód.

### Literatura
Kanadyjska literatura składa się z dwóch członów: literatury angielskojęzycznej i francuskojęzycznej. Ta druga skupiona jest głównie na terenach prowincji Quebec. Do pisarzy kanadyjskich, którzy zdobyli międzynarodowy rozgłos, należą m.in.: Lucy Maud Montgomery – autorka słynnego cyklu powieści o Ani z Zielonego Wzgórza (Anne of Green Gable), Szara Sowa (Grey Owl), Margaret Atwood, Alice Munro i Mordecai Richler.

### Teatr
W Kanadzie istnieje intensywne życie teatralne, skupione w wielkich ośrodkach miejskich, takich jak Toronto i Montreal. Działają tam znane teatry muzyczne, tradycyjne oraz nowoczesne. Atrakcjami turystycznymi są: doroczny Festiwal Szekspirowski w Startford oraz Shaw Festival w Niagara on the Lake. Jednym z najsłynniejszych kanadyjskich reżyserów teatralnych jest Robert Lepage.

### Muzyka
W Kanadzie powstają charakterystyczne typy muzyki ludowej – folk. Jej różnorodność odzwierciedla mieszaninę etniczną i kulturową Kanady. Obok muzyki wywodzącej się ze szkockiej tradycji, istnieją muzyka frankofońska i indiańska, tak tradycyjno-rytualna, jak i współczesna.

### Malarstwo i sztuki plastyczne
Malarstwo i szerzej rozumiane sztuki wizualno-plastyczne w Kanadzie opierają się w głównej mierze na sieci publicznych galerii sztuk i bogato rozbudowanej sieci galerii prywatnych. Głównymi centrami tych sztuk są duże metropolie, jak: Montreal, Toronto, Vancouver. Istniejące w tych i innych miastach galerie miejskie i prowincjonalne spełniają rolę mecenasów i promotorów sztuk wizualnych w Kanadzie. Głównym mecenasem twórczości plastycznej jest Rada Sztuki Kanady (Canada Art Council), która rokrocznie przyznaje stypendia i granty artystyczne dla artystów kanadyjskich.

### Film
Kanada jest ważnym producentem filmów. System dofinansowania ze środków publicznych pozwolił stworzyć kanadyjską, artystyczną i niekomercyjną szkołę filmową.
W Kanadzie, a szczególnie w Toronto, zwanym „Hollywoodem Północy” kręci się wiele filmów amerykańskich. Spośród Kanadyjczyków wywodzi się także wielu znanych aktorów, w większości komediowych.
Obok wielu komercyjnych stacji telewizyjnych funkcjonuje w Kanadzie państwowa (niezależna) telewizja CBC/Radio-Canada, produkująca programy informacyjne, oświatowe, kulturalne i rozrywkowe w obu językach urzędowych.

### Kuchnia
Kanadyjska kuchnia różni się od siebie w zależności od regionu. Ogólnie rzecz biorąc, tradycyjne dania kuchni anglojęzycznej części Kanady są ściśle związane z amerykańską i brytyjską kuchnią, podczas gdy tradycyjna kuchnia francuskojęzycznej części Kanady ewoluowała z kuchni francuskiej.
Podstawą obu grup są świeże, sezonowe składniki. W kuchni znajduje się wiele żywności pieczonej, zwierząt łownych i żywności zbieranej.
Zachodnie prowincje są pod silnymi wpływami kuchni niemieckiej, polskiej, ukraińskiej i skandynawskiej. Przykładem jest wegetariańska potrawa rosyjskiego pochodzenia – Doukhobors.
Powszechna w Kanadzie jest także kuchnia chińska.
Dziś wielu Kanadyjczyków określa żywność jako „kanadyjską” w dużej mierze gdy jest ona rzadka w USA.
Obecna kanadyjska kuchnia to połączenie nowoczesnych kulinarnych technik z kanadyjskimi składnikami, jak np.: jagody, małże, bizon, łosoś, dziki ryż, syrop klonowy i lokalnie wyprodukowanych piw, win, serów, win deserowych.

### Święta w Kanadzie
| Data                                    | Polska nazwa                                       | Nazwa angielska / francuska                                  | Uwagi                                                                                       |
| --------------------------------------- | -------------------------------------------------- | ------------------------------------------------------------ | ------------------------------------------------------------------------------------------- |
| 1 stycznia                              | Nowy Rok                                           | New Year’s Day / Jour de l’an                                | święto państwowe                                                                            |
| Piątek przed Wielką Nocą                | Wielki Piątek                                      | Good Friday / Vendredi saint                                 | święto państwowe                                                                            |
| Pierwszy poniedziałek po Wielkim Piątku | Drugi dzień Wielkiej Nocy/Poniedziałek Wielkanocny | Easter Monday / Pâques                                       | święto państwowe                                                                            |
| Ostatni poniedziałek przed 25 maja      | Urodziny królowej Wiktorii                         | Victoria Day / Fête de la Reine (Quebec: Fête des Patriotes) | święto państwowe                                                                            |
| 24 czerwca                              | Dzień św. Jana Chrzciciela                         | St. Jean-Baptiste Day / Fête nationale du Québec             | święto państwowe Obchodzone wyłącznie w prowincji Quebec.                                   |
| 1 lipca                                 | Dzień Kanady                                       | Canada Day / Fête du Canada                                  | święto państwowe Obchody rocznicy Konfederacji Kanady.                                      |
| Pierwszy poniedziałek sierpnia          | Święto Obywatelskie                                | Civic Holiday / Fête du Canada                               | święto państwowe Obchodzone we wszystkich prowincjach z wyjątkiem Quebecu.                  |
| Pierwszy poniedziałek września          | Święto Pracy                                       | Labour Day / Fête du Travail                                 | święto państwowe                                                                            |
| Drugi poniedziałek października         | Święto Dziękczynienia                              | Thanksgiving / Action de grâce                               | święto państwowe                                                                            |
| 11 listopada                            | Zakończenie I wojny światowej                      | Remembrance Day / Jour du souvenir                           | święto państwowe Składanie hołdu poległym na wojnach.                                       |
| 25 grudnia                              | Boże Narodzenie                                    | Christmas / Noël                                             | święto państwowe                                                                            |
| 26 grudnia                              | Drugi dzień Bożego Narodzenia                      | Boxing Day / Lendemain de Noël                               | święto państwowe Nie ma religijnego znaczenia, związane jest z poświątecznymi wyprzedażami. |

## Sport

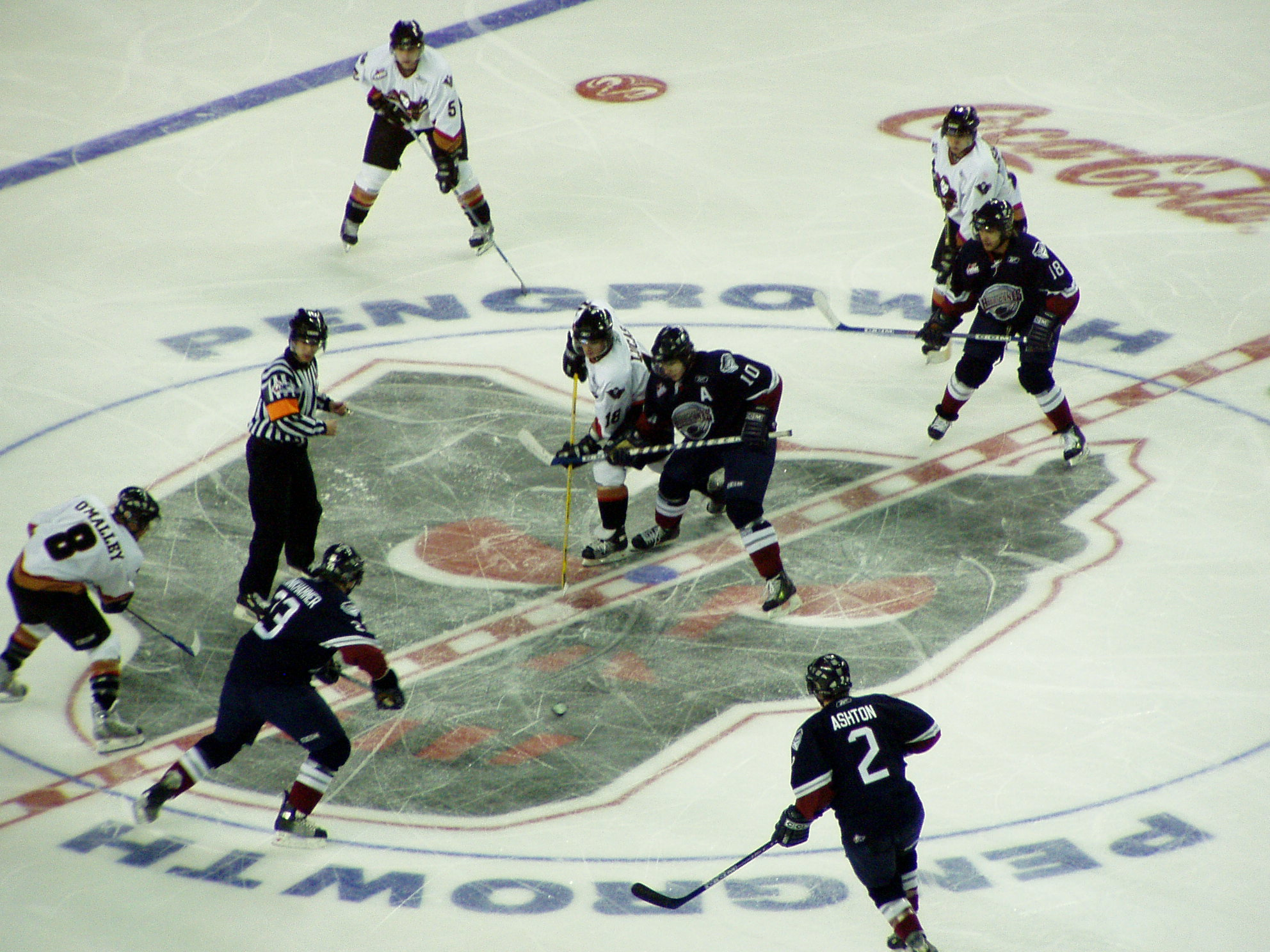
Najpopularniejsza dyscyplina sportowa w Kanadzie – hokej na lodzie

Najpopularniejszymi sportami Kanady są hokej na lodzie (dyscyplina zimowa) i lacrosse (dyscyplina letnia). Narodową dyscypliną jest hokej, który gromadzi najwięcej widzów w kraju. Hokej jest także najpopularniejszym sportem uprawianym przez około 1 650 000 obywateli (2004). Aż siedem największych kanadyjskich miejscowości (Toronto, Montreal, Vancouver, Ottawa, Calgary, Edmonton, Winnipeg) ma swoje zespoły w NHL (ang. National Hockey League), w której Kanadyjczycy stanowią ponad połowę wszystkich zawodników. Quebec także miał swój zespół w NHL, ale został on przeniesiony do USA ze względów finansowych. Po hokeju innymi popularnymi widowiskami sportowymi są curling i futbol kanadyjski, który ma profesjonalną Kanadyjską Ligę Futbolu (CFL). Golf, baseball, narciarstwo, piłka nożna, siatkówka, koszykówka oraz coraz częściej MMA są powszechnie uprawiane przez młodzież na poziomie amatorskim, ale profesjonalne ligi i kluby nie są już tak popularne. Kanada w przeszłości była organizatorem wielu imprez sportowych, m.in.: Letnich Igrzysk Olimpijskich 1976, Zimowych Igrzysk Olimpijskich 1988 oraz Zimowych Igrzysk olimpijskich 2010, Mistrzostw Świata w Koszykówce Mężczyzn 1994, Mistrzostw Świata w Narciarstwie Klasycznym 1995, Mistrzostw Świata w Lekkoatletyce 2001, Mistrzostw Świata w Łyżwiarstwie Figurowym 2006, Mistrzostw Świata U-20 w Piłce Nożnej 2007, Mistrzostw Świata w Hokeju na Lodzie 2008 i co roku w Kanadzie odbywa się Grand Prix Kanady Formuły 1.

## Rankingi międzynarodowe
| Organizacja                                 | Badanie                                                   | Miejsce   |
| ------------------------------------------- | --------------------------------------------------------- | --------- |
| A.T. Kearney/Foreign Policy Magazine        | [Globalization Index 2005]                                | 6 na 111  |
| IMD International                           | World Competitiveness Yearbook 2005                       | 5 na 060  |
| The Economist                               | The World in 2005 – Worldwide quality-of-life index, 2005 | 14 na 111 |
| Uniwersytet Yale i Uniwersytet Columbia     | Environmental Sustainability Index, 2005 (pdf)            | 6 na 146  |
| Reporterzy bez Granic                       | Press Freedom Index 2006                                  | 16 na 168 |
| Transparency International                  | Corruption Perceptions Index 2005                         | 14 na 159 |
| Heritage Foundation/The Wall Street Journal | Index of Economic Freedom, 2007                           | 10 na 161 |
| The Economist                               | Global Peace Index                                        | 8 na 121  |

W latach 1980–2004 Kanada dziesięciokrotnie miała najwyższy Wskaźnik Rozwoju Społecznego ONZ (na 16 notowań).

### Rząd
- Oficjalna strona Rządu Kanady.
- Oficjalny internetowy atlas Kanady. [zarchiwizowane z tego adresu (2006-05-05)].

### Inne
- Dziedzictwo kulturowe Kanady.
- Marta Pachocka: System polityczny Kanady.